# Cát Lâm
Cát Lâm (tiếng Trung: 吉林; bính âm: Jílín, IPA: [tɕǐlǐn] ⓘ), là một tỉnh ở Đông Bắc Cộng hòa Nhân dân Trung Hoa. Năm 2018, Cát Lâm là tỉnh đông thứ hai mươi mốt về số dân, đứng thứ hai mươi tư về kinh tế Trung Quốc với 27 triệu dân, tương đương với Mozambique và GDP danh nghĩa đạt 1.507 tỉ NDT (227,8 tỉ USD) tương ứng với Peru. Cát Lâm có chỉ số GDP đầu người đứng thứ mười bốn, đạt 55.611 NDT (tương ứng 8.404 USD).
Tỉnh Cát Lâm có biên giới với Cộng hòa Dân chủ Nhân dân Triều Tiên và Liên bang Nga ở phía đông; có ranh giới giáp với tỉnh Hắc Long Giang ở phía bắc, với tỉnh Liêu Ninh ở phía nam, và với khu tự trị Nội Mông Cổ ở phía tây.

## Từ nguyên
Tên gọi "Cát Lâm" có lẽ bắt nguồn từ cụm từ Girin ula ᡤᡳᡵᡳᠨ ᡠᠯᠠ, một thuật ngữ tiếng Mãn có nghĩa là "ven sông"; từ này được chuyển âm thành Cát Lâm Ô Lạp (吉林乌拉 / 吉林烏拉, Jílín Wūlā) trong tiếng Hán, rồi sau đó rút ngắn thành Cát Lâm. Nghĩa đen Hán tự của Cát Lâm nghĩa là "rừng tốt lành".

## Lịch sử

### Thời cổ đại
Cách nay từ 50.000 đến 10.000 năm, trên địa bàn tỉnh Cát Lâm đã xuất hiện "người Du Thụ" (榆树人), "người An Đồ" (安图人), "người Thanh Sơn Đầu" (青山头人). Theo sử sách Trung Quốc, một người họ hàng của Trụ Vương nhà Thương là Cơ Tử (箕子) đã di cư ra khỏi Trung Nguyên và lập ra Cơ Tử Triều Tiên (箕子朝鲜) ở Tây Bắc của bán đảo Triều Tiên. Lãnh thổ của Cơ Tử Triều Tiên có khả năng bao gồm cả một bộ phận tỉnh Cát Lâm ngày nay. Ngoài ra, vào thời Tây Chu, trên địa bàn Cát Lâm còn có các chính quyền bản địa của người Túc Thận (肃慎), người Uế Mạch (濊貊), người Đông Hồ (东胡) và người Sơn Nhung (山戎). Tại lưu vực Tùng Hoa Giang tồn tại nhiều dân tộc, trong đó Túc Thận, Uế Mạch và Đông Hồ là ba dân tộc lớn thời cổ của vùng Đông Bắc Trung Quốc.
Các cổ tịch Trung Hoa gọi lãnh địa của bộ lạc "Túc Thận" là "Túc Thận Quốc". Nhiều nhà lịch sử nhận định có khả năng người Túc Thận vào thời vua Thuấn đã sinh sống ở khu vực tỉnh Sơn Đông ngày nay, họ từng triều cống vua Thuấn; về sau, do chịu áp lực từ Tây Chu nên người Túc Thận đã di cư lên phía bắc. Đến thời Chiến Quốc, họ được gọi là "Chân Phiên" (真番), đến thời Tần Hán mới được gọi lại theo tên cũ. Chân Phiên quận (真番郡) của Hán tứ quận (漢四郡) có thể có liên hệ đến tên gọi này.
Uế Mạch là hợp xưng dùng để chỉ người Uế và người Mạch, họ có đặc điểm sinh sống bằng nông nghiệp, không giống với dân tộc du mục. Vào thời nhà Hạ và nhà Thương, người Uế cư trú tại bán đảo Sơn Đông, thuộc dân tộc Đông Di. Sau khi Chu diệt Thương, người Uế do bị triều Chu bức bách nên đại bộ phận đã di dời về phía đông bắc. Thời kỳ Xuân Thu, Tề Hoàn công từng phát động chiến tranh với Uế. Thời Chiến Quốc, người Uế sống dựa vào nông nghiệp và ngư nghiệp, kê trở thành lương thực chủ yếu của người Uế. Người Mạch là một dân tộc du mục trên thảo nguyên Mông Cổ, ngôn ngữ thuộc ngữ hệ Altai.
Sử ký-Hung Nô liệt truyện viết rằng người Sơn Nhung và Đông Hồ ở phía bắc của nước Yên. Thời Chiến Quốc, vào lúc cường thịnh, người Đông Hồ được gọi là "Khống huyền chi sĩ nhị thập vạn" (控弦之士二十万, nghĩa đen là có 20 vạn binh sĩ cầm cung), nhiều lần tiến xuống phía nam xâm nhập Trung Nguyên. Về sau, nhà Yên và Tần đánh bại.

### Thời Tần Hán
Thời Nhà Tần và Nhà Hán, người Túc Thận được gọi là "Ấp Lâu" (挹娄) và "Vật Cát" (勿吉). Trong thời kỳ này, đã xuất hiện một quốc gia là "Uế vương quốc", vào thời Hán có người đã phát hiện ra ""Uế vương chi ấn" (tức ấn của vua Uế), chi phía bắc của người Uế Mạch là người Tác Ly (索離人), họ tự nuôi lợn, ngựa, bò, cũng khéo săn bắn. Người Tác Ly sinh sống tại khu vực đồng bằng Tùng Nộn ở phía đông của Nộn Giang và phía bắc của Tùng Hoa Giang. Tại huyện Triệu Nguyên (của tỉnh Hắc Long Giang) ở hạ du Nộn Giang có di chỉ Bạch Kim Bảo (白金宝), nơi đây có những tàn tích văn hóa của người Tác Ly (người Mạch). Trong xã hội của người Tác Ly đã xuất hiện chế độ tư hữu và đối kháng giai cấp, đã tiến vào ngưỡng cửa của văn minh. Một người Tác Ly đã xưng vương song không dùng tộc danh Uế và Tác Ly mà lại dùng tộc danh Phù Du (鳧臾), triều Hán ở Trung Nguyên dịch thành Phu Dư (夫馀), sau lại đổi thành Phù Dư (扶馀)
Sau khi Tây Hán diệt Vệ Mãn Triều Tiên, đã thiết lập Huyền Thổ quận quản lý các nước Cao Câu Ly ở Liêu Đông và Phù Dư ở Cát Lâm. Đến thời Đông Hán, triều đình đã thành lập Liêu Đông thuộc quốc, quản lý các quốc gia dân tộc ở phía bắc Trung Nguyên như Phù Dư, Cao Câu Ly. Thời Hán, một bộ phận tỉnh Cát Lâm thuộc về Huyền Thổ quận, đến cuối thời Hán và đầu thời Tam Quốc thì chuyển sang chịu sự quản lý của chính quyền Liêu Đông của Công Tôn Độ. Thời nhà Tấn, đất này do hiệu úy người Đông Di quản lý. Triều đình Hán từng đặt Thương Hải quận (蒼海郡) để cai quản khu vực của người Uế Mạch.
Thời Tần Hán, người Đông Hồ dần suy yếu.

### Thời Cao Câu Ly

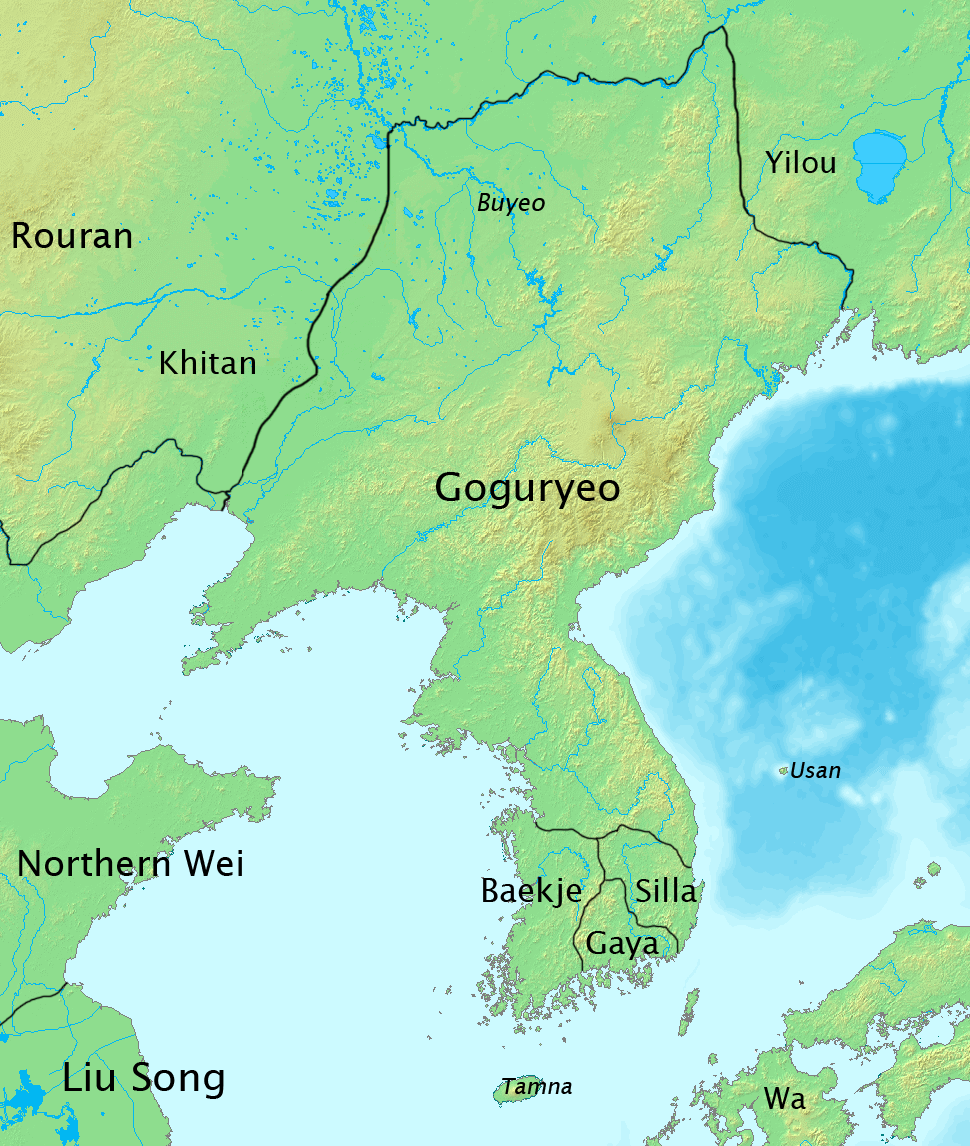
Lãnh thổ nước Cao Câu Ly (Goguryeo) vào năm 476

Các cuộc tấn công của Cao Câu Ly vào một khoảng thời gian nào đó trước năm 347 đã khiến Phù Dư suy yếu. Đến khi để mất thành trì ở gần Cáp Nhĩ Tân ngày nay, Phù Dư đã di chuyển về phía tây nam đến Nông An (nay thuộc tỉnh Cát Lâm), nước này bị tiêu diệt vào năm 346. Thành Quốc Nội đã trở thành kinh đô của Cao Câu Ly từ năm 3 cho đến năm 427, thành có chiều dài tường ngoài là 2.686m và nay thuộc địa phận của Tập An (cực nam của tỉnh Cát Lâm). Trong cuộc chiến tranh Cao Câu Ly-Ngụy 244-245, quân Tào Ngụy đã phá hủy Hoàn Đô sơn thành (丸都山城) của Cao Câu Ly thuộc Tập An ngày nay. Trong thời gian trị vì của Cố Quốc Nguyên vương, Cao Câu Ly đã bị người Tiên Ti tấn công ở phía bắc và bị Bách Tế tiến đánh ở phía nam. Năm 342, nước Tiền Yên của người Tiên Ti đã tấn công Cao Câu Ly, họ đã phá hủy Hoàn Đô sơn thành và bắt một số thành viên vương tộc Cao Câu Ly đem về nước.
Năm 395, trong cuộc chiến chống Bách Tế, Quảng Khai Thổ Thái vương của Cao Câu Ly đã thân chinh đánh một chi nhỏ của tộc người Khiết Đan ở miền Trung Mãn Châu, gần khu vực Tùng Hoa Giang. Quảng Khai Thổ Thái vương đã chinh phạt được 64 thành trì và 1400 làng mạc trong một cuộc viễn chinh chống lại Phù Dư Quốc, đánh bại nhà Hậu Yên và sau đó xâm chiếm lãnh thổ của các bộ tộc Phù Dư và Mạt Hạt, khuất phục Bách Tế, góp phần vào sự tan rã của liên minh Già Da và biến Tân La thành chư hầu sau cuộc chiến tranh Cao Câu Ly-Yamato. Trong thời kỳ trị vì của Quảng Khai Thổ Thái vương, Cao Câu Ly đã thống trị một vùng lãnh thổ nằm ở phía nam Mãn Châu cùng với khu vực phía bắc và miền Trung của bán đảo Triều Tiên.
Trường Thọ vương đã dời kinh đô của Cao Câu Ly về Bình Nhưỡng năm 427. Về phía bắc ông mở rộng cương vực của Cao Câu Ly đến hữu ngạn của Tùng Hoa Giang. Dưới thời Văn Tư Minh vương, Cao Câu Ly đã hoàn tất việc xâm chiếm khu vực Phù Dư, đánh dấu điểm xa nhất về phía bắc của biên cương Cao Câu Ly; đồng thời vẫn tiếp tục duy trì ảnh hưởng của nó đối với các tộc người Mạt Hạt và Khiết Đan ở phía bắc. Các quốc vương Cao Câu Ly tuy vậy vẫn xưng thần với các triều đình Trung Hoa, vào năm 491, Bắc Ngụy Hiếu Văn Đế đã sách phong cho Trường Thọ vương chức Xa kị đại tướng quân, thái phó, Liêu Đông quận khai quốc công, Cao Câu Ly vương. Sau đó, Cao Câu Ly dần suy yếu, người Đột Quyết nhân cơ hội này đã tấn công các thành trì ở vùng biên giới phía bắc Cao Câu Ly và đoạt lấy một phần lãnh thổ của quốc gia này. Cao Câu Ly bị liên minh Tân La-Đường tiêu diệt vào năm 668.

### Thời Đường
Sau khi liên quân Tân La và Đường diệt được Cao Câu Ly, triều đình Đường đã thiết lập nên 9 đô đốc phủ, 42 châu, 100 huyện trên đất cũ của nước này, đặt An Đông đô hộ phủ tại Bình Nhưỡng để thống trị, cựu đô Quốc Nội thành của Cao Câu Ly trở thành nơi đặt trụ sở của Vật Ca Châu đô đốc phủ (哥勿州都督府).
Đến ngày Giáp Tý tháng 11 năm Thiên Bảo thứ 14 (16/12/755), người kiêm nhiệm chức tiết độ sứ của Phạm Dương, Bình Lô và Hà Đông là An Lộc Sơn đã khởi binh phản lại triều đình Nhà Đường tại Phạm Dương, lịch sử gọi là loạn An Sử. Sau đó, An Đông đô hộ phủ bị phế bỏ năm 756.

### Thời Bột Hải

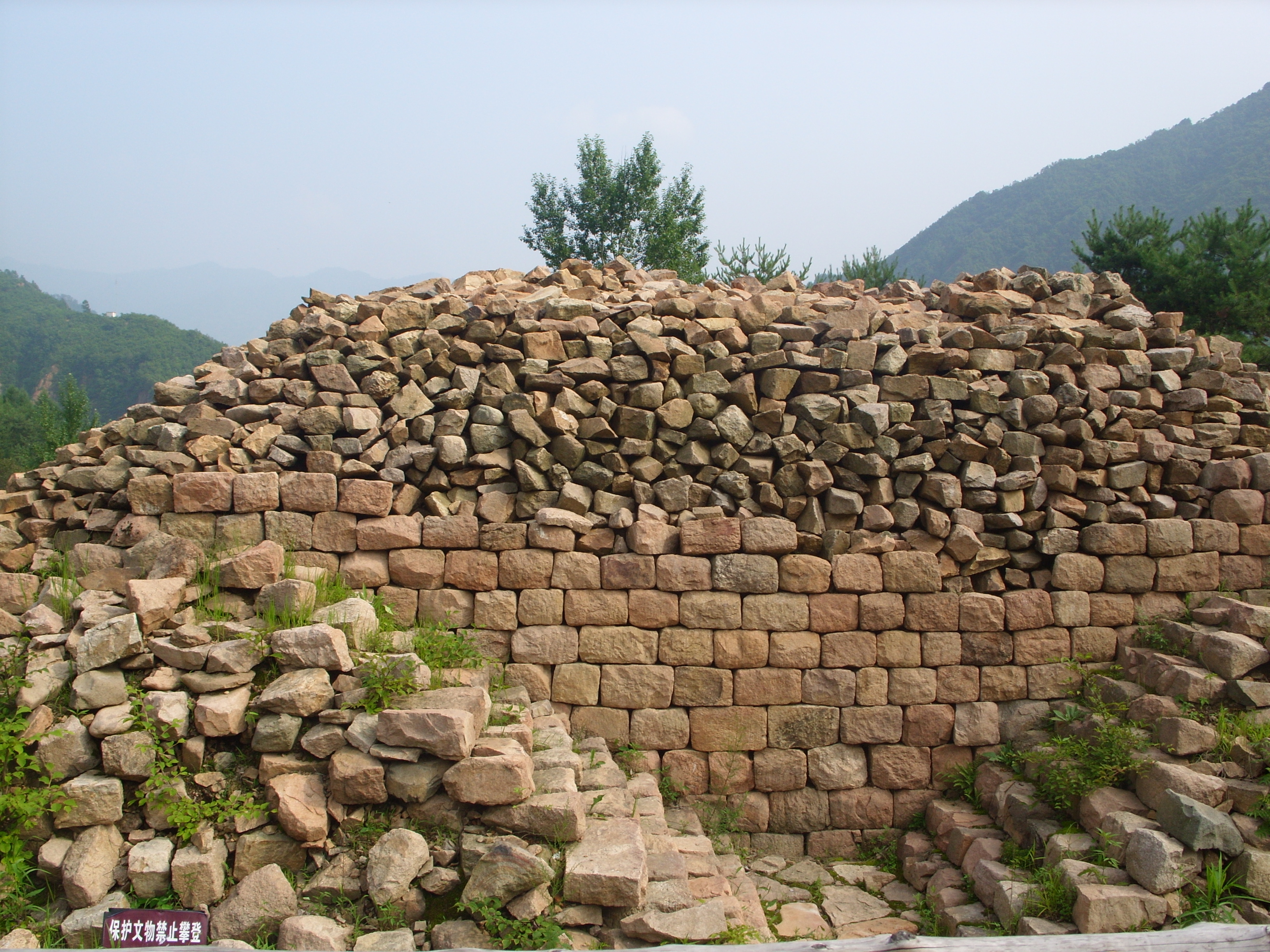
Di chỉ tháp canh của Hoàn Đô sơn thành, một thành trọng yếu của vương quốc Bột Hải. nay thuộc Tập An

Sau khi đánh bại quân Đường trong trận Thiên Môn Lĩnh (天門嶺之戰) diễn ra trên địa bàn Cát Lâm, Đại Tộ Vinh đã xưng vương và lập ra nước Thìn (辰國), sau đổi thành Bột Hải, ban đầu định đô ở núi Đông Mưu (東牟山) thuộc nam bộ Cát Lâm ngày nay. Phần lớn những người dân Bột Hải là người Cao Câu Ly, còn người Mạt Hạt chiếm số lượng ít hơn. Thành Trung Kinh (nay thuộc Đôn Hóa) trở thành kinh đô của Bột Hải từ năm 742 đến 756 và thành Đông Kinh (nay thuộc Hồn Xuân trở thành kinh đô của Bột Hải từ năm 785 đến 793. Trong khoảng thời gian còn lại của mình, kinh đô của Bột Hải đặt ở thành Thượng Kinh (nay thuộc Ninh An của tỉnh Hắc Long Giang]], tính ra, trong hơn 2/3 thời gian tồn tại của mình, Bột Hải đã định đô trên địa bàn tỉnh Cát Lâm ngày nay.
Đến thời Văn vương (737-793), Bột Hải đã mở rộng cương vực của đất nước đến lưu vực Hắc Long Giang ở phía bắc và khu vực phía bắc của bán đảo Liêu Đông ở phía nam. Dưới thời Tuyên vương (818-830), Bột Hải nắm quyền kiểm soát một lãnh thổ rộng lớn bao gồm phần phía bắc bán đảo Triều Tiên, Đông Nam của Nội Mãn Châu và khu vực Primorsky Krai của Nga ngày nay. Những chiến dịch của Tuyên Vương đã chinh phục được nhiều bộ tộc Mạt Hạt ở phía bắc. Theo truyền thống, các sử gia tin rằng xung đột sắc tộc giữa những người gốc Cao Câu Ly nắm quyền lực và người Mạt Hạt đã làm suy yếu vương quốc. Các nghiên cứu gần đây khẳng định sự sụp đổ của Bột Hải chủ yếu là do núi lửa Trường Bạch (nay nằm trên biên giới giữa Cát Lâm và Triều Tiên) đã phun trào một cách dữ dội vào thế kỷ thứ X, ngọn núi khi đó nằm ở trung tâm của vương quốc. Vụ nổ đã tạo ra một số lượng tro núi lửa rất lớn, gây thiệt hại nông nghiệp và tính ổn định của xã hội của Bột Hải.
Theo phân cấp hành chính của Bột Hải, trên địa phận Cát Lâm tồn tại Áp Lục phủ (鴨綠府) với trị sở tại Tây Kinh (nay thuộc Lâm Giang, Trường Lĩnh phủ (長嶺府) với trị sở đặt tại Hà Châu (nay thuộc Hoa Điện), Phù Dư phủ (夫餘府), Mạc Hiệt phủ (鄚頡府).

### Thời Liêu đến Nguyên

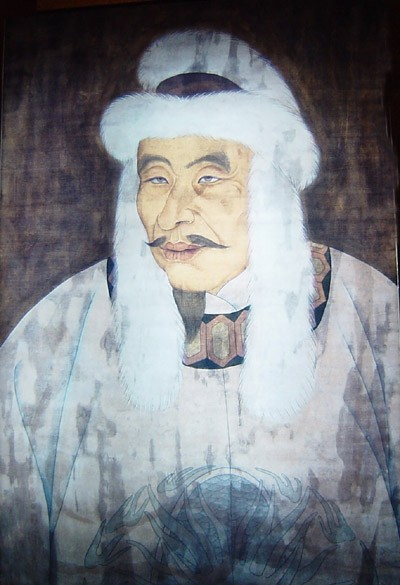
Hoàn Nhan A Cốt Đả đã nổi dậy chống Liêu tại vùng đất nay thuộc tỉnh Cát Lâm

Sau khi diệt Bột Hải vào năm 926, người Khiết Đan lập nên vương quốc bù nhìn Đông Đan, và không lâu sau đó, Đông Đan bị sáp nhập vào Liêu năm 936. Dưới thời Liêu, địa bàn tỉnh Cát Lâm ngày nay phân thuộc Đông Kinh đạo, Thượng Kinh đạo, Trung Kinh đạo và Hạ Kinh đạo.
Năm 1113, Hoàn Nhan A Cốt Đả (1068 – 1123) đã được bầu làm đại bối lặc của người Nữ Chân. Năm 1114, A Cốt Đả khởi binh phản kháng triều đình Liêu. Tháng 11 cùng năm, tướng Tiêu Tự Tiên (萧嗣先) và phó đô thống Tiêu Thát Bất Dã (萧挞不也) của Liêu đã tấn công người Nữ Chân, tập kết tại bờ bắc Áp Tử Hà (một đoạn Nộn Giang, nay ở phía tây trấn Nguyệt Lượng Phao, Đại An của Cát Lâm). A Cốt Đả đã xuất 3.700 giáp sĩ đối chọi lại. Không lâu sau, A Cốt Đả lợi dụng đêm tối để vượt Áp Tử Hà sang bờ bắc, đánh bại quân Liêu chỉ với hơn 1.200 binh sĩ. Thắng lợi trong trận Xuất Hà Điếm (出河店之战) đã đặt nền móng để người Nữ Chân thiết lập ra nhà Kim.
Thời nhà Kim, đại bộ phận tỉnh Cát Lâm ngày nay nằm dưới quyền cai quản của Đông Kinh lộ, các phần còn lại phân thuộc Hàm Bình lộ, Thượng Kinh lộ và Bắc Kinh lộ.
Thời Nhà Nguyên, trên địa phận tỉnh Cát Lâm có ba phủ thuộc Liêu Dương đẳng xứ hành trung thư tỉnh (辽阳等处行中书省)

### Thời Minh
Năm Vĩnh Lạc thứ 7 (1409) thời Minh Thành Tổ, triều đình Nhà Minh đã thiết lập một cơ cấu quân sự và chính quyền là Nô Nhi Can đô chỉ huy sứ ti (奴兒干都指揮使司) nhằm quản lý lưu vực Hắc Long Giang, Ô Tô Lý Giang, Tùng Hoa Giang và Nộn Giang. Đến năm Vĩnh Lạc thứ 9 (1411), cơ cấu này đã chính thức bắt đầu thực thi quyền quản lý hành chính. Các quan viên của đô ti ban đầu chủ yếu là các lưu quan được luân chuyển điều đến, về sau do các lãnh tụ bộ lạc trong khu vực thế tập. Đến năm Tuyên Đức thứ 9 (1434), đô ti chính thức bị bãi bỏ, tổng cộng tồn tại trong 25 năm. Bên cạnh đó, một bộ phận tỉnh Cát Lâm thuộc quyền cai quản của Liêu Đông đô chỉ huy sứ ti (辽东都指挥使司). Sau đóbãi bỏ Nô Nhi Can đô ti, triều đình Minh vẫn duy trì quyền quản lý đối với khu vực. Đến cuối thời Minh, triều đình không còn khả năng vươn tầm quản lý đến khu vực Đông Bắc, tại đây, các bộ lạc Nữ Chân trở thành những thuộc quốc của triều đình Nhà Minh. Thời Minh, người Nữ Chân có ba bộ phận chính: Kiến Châu Nữ Chân, Hải Tây Nữ Chân và Dã Nhân Nữ Chân; cả ba nhóm đều có sự hiện diện tại địa bàn tỉnh Cát Lâm ngày nay.

### Thời Hậu Kim, Thanh
Người Kiến Châu Nữ Chân sinh sống ở các khu vực Mẫu Đơn Giang, Tuy Phân Hà (tức sông Razdolnaya) và Trường Bạch Sơn thuộc tỉnh Cát Lâm ngày nay. Nỗ Nhĩ Cáp Xích đã thống nhất các bộ tộc Kiến Châu Nữ Chân và sau đó là toàn bộ người Nữ Chân. Năm 1608, Nỗ Nhĩ Cáp Xích đã lập bia hoạch giới với quân Minh ở biên thùy, từ đó khu vực tỉnh Cát Lâm ngày nay thuộc sự cai quản của Nỗ Nhĩ Cáp Xích. Đến năm 1616, tại Hách Đồ A Lạp (nay thuộc tỉnh Liêu Ninh), Nỗ Nhĩ Cáp Xích đã xưng Hãn, đặt quốc hiệu là Kim, lịch sử gọi là Hậu Kim.
Năm Thuận Trị thứ 10 (1653), triều đình Nhà Thanh đã phong hai người làm ngang bang chương kinh (昂邦章京) tại Ninh Cổ Tháp (宁古塔, nay thuộc Mẫu Đơn Giang). Năm Khang Hi thứ 1 (1662), "Ninh Cổ Tháp ngang bang chương kinh" được đổi thành "Ninh Cổ Tháp tướng quân" và chỉ một người được phong chức này. Năm Khang Hi thứ 15 (1677), trị sở của Ninh Cổ Tháp tướng quân rời đến đất Cát Lâm ngày nay. Năm Càn Long thứ 22 (1757), thể chế này được gọi là "Cát Lâm tướng quân". Thời kỳ đầu Nhà Thanh, Cát Lâm tướng quân cai quản một khu vực đến tận biển Nhật Bản ở phía đông, bao trùm đông bộ hai tỉnh Cát Lâm và Hắc Long Giang này nay cùng với khu vực phía đông vùng lãnh thổ nằm ở phía nam của Ngoại Hưng An lĩnh của nước Nga ngày nay, là đơn vị hành chính có diện tích xếp thứ 6, thứ 7 của triều Thanh.

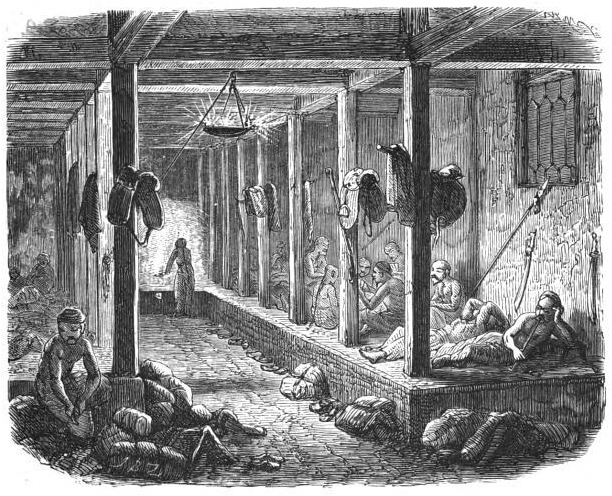
Tranh mô tả những di dân người Hán và khách trọ tại một nhà trọ ở phía đông Thông Hóa, 1887

Theo điều ước Ái Hồn năm 1858 và điều ước Bắc Kinh năm 1860, vùng đất phía bắc Hắc Long Giang và phía đông Ô Tô Lý Giang bị cắt cho đế quốc Nga, Cát Lâm tướng quân không còn giáp biển. Cũng trong khoảng thời gian này, triều đình Nhà Thanh đã mở cửa Mãn Châu do các di dân người Hán. Sau đó người Hán chủ yếu là từ Trực Lệ và bán đảo Sơn Đông đã di cư đến vùng Đông Bắc, sự kiện này được gọi là Sấm Quan Đông (闯关东), đến đầu thế kỷ XX thì người Hán đã trở thành dân tộc chiếm đa số tại đây. Năm Quang Tự (1907) thứ 33, sau chiến tranh Nga-Nhật, chế độ Cát Lâm tướng quân được đổi thành Cát Lâm hành tỉnh, tỉnh lị đặt tại thành Cát Lâm. Cát Lâm hành tỉnh được phân thành 4 đạo là Cát Trường, Tân Giang, Y Lan, Diên Cát. Đến năm Tuyên Thống thứ 3 (1911), toàn bộ Cát Lâm hành tỉnh có 11 phủ, 1 châu, 5 thính, 18 huyện. Cuối thời Thanh, địa bàn Cát Lâm dần hình thành đặc điểm đông bộ là khu vực nông-lâm nghiệp, trung bộ là khu vực nông nghiệp và tây bộ là khu vực nông-mục nghiệp.
Năm 1896, Nhà Thanh và Nga đã ký kết Mật ước Trung-Nga, theo đó Nga được phép xây dựng tuyến đường sắt qua Hắc Long Giang và Cát Lâm để rút ngắn khoảng cách đến Vladivostok. Tuyến đường sắt này hoàn thành vào năm 1903 cùng với một "tuyến nhánh" nối từ Cáp Nhĩ Tân đến cảng Lữ Thuận ở Bột Hải, đi qua địa phận tỉnh Cát Lâm ngày nay. Sau Chiến tranh Nga-Nhật 1905, phần phía nam của đường sắt Đông Thanh do Nhật Bản quản lý, ga cuối cùng của Nga là ga Khoan Thành và ga đầu tiên của Nhật Bản là ga Trường Xuân, đều thuộc địa phận Trường Xuân của Cát Lâm ngày nay.

### Thời Dân Quốc
Trung Hoa Dân Quốc vẫn duy trì tỉnh Cát Lâm như cuối thời Nhà Thanh. Sau Cách mạng Tháng Mười Nga, Chính phủ Quốc dân Trung Quốc đã dần dần thu hồi chủ quyền hành chính đối với vùng "đất phụ thuộc" đường sắt Đông Thanh (Trung Đông). Từ năm 1924, Trung Hoa Dân Quốc và Liên Xô cùng quản lý phần phía bắc của tuyến đường sắt này. Từ năm 1928, Phụng hệ quân phiệt Trương Học Lương ở Đông Bắc đã tuyên bố ly khai chính phủ Bắc Dương, quy phục chính phủ Trung ương Nam Kinh. Đến tháng 7 năm 1929, chính phủ Đông Bắc của Trương Học Lương đã hành động nhằm cắt đứt chi viện của Liên Xô cho Đảng Cộng sản Trung Quốc, trục xuất các viên chức Liên Xô trên tuyến đường sắt Trung Đông, niêm phong các tổ chức thương nghiệp của Liên Xô tại Cáp Nhĩ Tân, bắt đầu tiến hành thu hồi đường sắt Trung Đông. Ngày 18 tháng 7 cùng năm, chính phủ Liên Xô do Stalin lãnh đạo đã tuyên bố đoạn giao quan hệ với Trung Quốc, lệnh cho quân Liên Xô đóng ở biên giới với tỉnh Hắc Long Giang và tỉnh Cát Lâm chuẩn bị can thiệp vũ trang. Ngày 14 tháng 8 năm 1929, Liên Xô ven theo tuyến đường sắt Trung Đông để tấn công Trung Quốc, quân Liên Xô giành được chiến thắng và buộc Trung Quốc phải phục hồi chế độ đồng quản lý tuyến đường sắt này như từ năm 1924.

### Thời Mãn Châu quốc

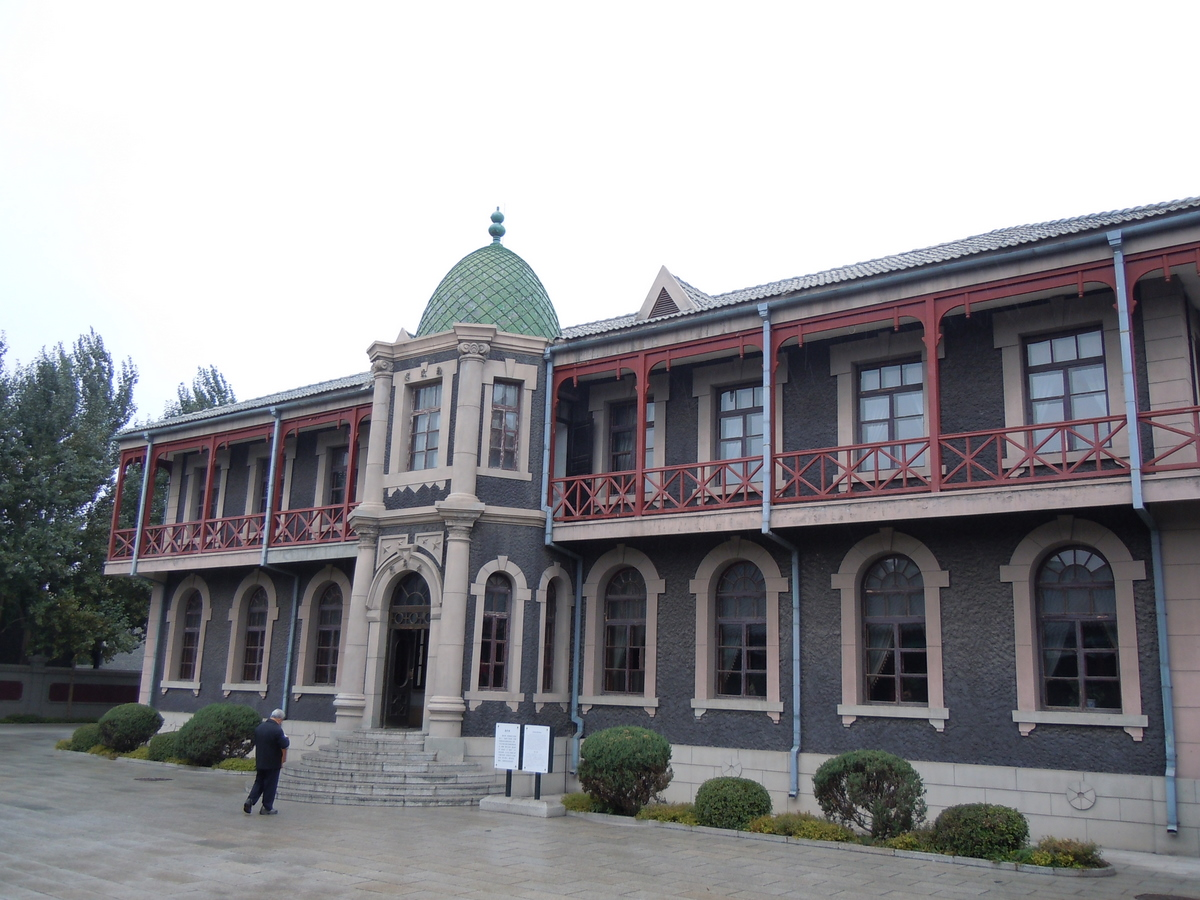
Cần Dân lâu (勤民楼) của Hoàng cung Mãn Châu Quốc, Trường Xuân

Sau sự biến Mãn Châu (1931-1932), Nhật Bản đã xâm chiếm vùng Đông Bắc Trung Quốc. Tháng 3 năm 1932, người Nhật hình thành nên chính quyền Mãn Châu quốc do cựu hoàng đế Nhà Thanh là Phổ Nghi đứng đầu trên danh nghĩa, thủ đô của Mãn Châu quốc là Tân Kinh (nay là Trường Xuân). Năm 1934, Phổ Nghi xưng đế. Cũng trong năm 1934, khu vực thuộc tỉnh Cát Lâm cũ được chính quyền Mãn Châu Quốc phân chia giữa 4 tỉnh Cát Lâm, Gian Đảo (間島省), Tân Giang (濱江省), Tam Giang (三江省, tỉnh này bao gồm cả lãnh thổ của tỉnh Hắc Long Giang cũ). Tân Kinh là một đơn vị hành chính độc lập của Mãn Châu Quốc. Đến năm 1937, tỉnh Tân Giang lại tách thành tỉnh Tân Giang và Mẫu Đơn Giang. Năm 1939, tỉnh Tân Giang được tách thành tỉnh Bắc An và tỉnh Tân Giang, còn tỉnh Mẫu Đơn Giang thì được tách thành tỉnh Đông An và tỉnh Mẫu Đơn Giang. Năm 1943, ba tỉnh Mẫu Đơn Giang, Đông An và Gian Đảo được hợp nhất lại thành tổng tỉnh Đông Mãn (東滿總省).
Đến năm 1935, Liên Xô chuyển quyền quản lý đường sắt Trung Đông cho Mãn Châu Quốc. Vào ngày 8 tháng 8 năm 1945, Liên Xô tuyên chiến với Nhật Bản theo một thỏa thuận tại Hội nghị Yalta, và xâm lược Mãn Châu quốc từ Ngoại Mãn Châu. Đúng 0 giờ ngày 9 tháng 8 (giờ Viễn Đông Nga), hoạt động quân sự đầu tiên bắt đầu với 76 máy bay ném bom IL-4 của Phương diện quân Viễn Đông 1 đã thâm nhập không phận Mãn Châu quốc oanh kích các mục tiêu quân sự - hậu cần tại Cáp Nhĩ Tân và Trường Xuân. Từ ngày 19 đến hết ngày 20 tháng 8 năm 1945, hầu hết các đơn vị của Đạo quân Quan Đông đã ra hàng và giao nộp vũ khí cho Quân đội Liên Xô. Toàn bộ quân nhân Nhật Bản ra hàng ở Mãn Châu Quốc gồm có 148 tướng, 594.000 sĩ quan và binh sĩ. Ngày 15 tháng 8 năm 1945, Nhật Bản tuyên bố đầu hàng vô điều kiện, Phổ Nghi tuyên bố thoái vị tại Thông Hóa, Mãn Châu Quốc diệt vong.

### Sau Chiến tranh thế giới thứ 2

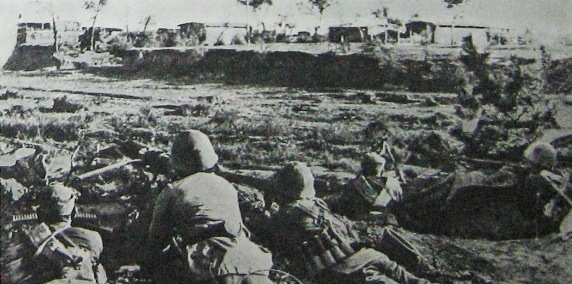
Trận địa của quân Cộng sản trong Chiến dịch Tứ Bình tại Tứ Bình năm 1946

Năm 1945, chính phủ Quốc dân đã phân vùng Đông Bắc thành 9 tỉnh, lúc đó tỉnh Cát Lâm đặt tỉnh lị tại thành phố Cát Lâm, có 2 thành phố (Cát Lâm, Trường Xuân) và 18 huyện (Vĩnh Cát, Trường Xuân, Y Thông, Nông An, Thư Lan, Hoa Điện, Bàn Thạch, Song Dương, Đức Huệ, Phù Dư, Song Thành, Ngũ Thường, Du Thụ, Đôn Hoa, Giao Hà, Can An, Cửu Đài, Hoài Đức) cùng kỳ Quách Nhĩ La Tư (郭尔罗斯旗). Ngoài ra, theo phân chia của chính quyền Quốc dân, địa bàn tỉnh Cát Lâm ngày nay còn phân thuộc Liêu Bắc An Đông, Tùng Giang.
Với sự ủng hộ của Liên Xô, Mãn Châu nói chung và tỉnh Cát Lâm ngày nay nói riêng trở thành một bàn đạp cho lực lượng cộng sản trong cuộc nội chiến mà họ giành chiến thắng vào năm 1949. Liên Xô đã trao trả hoàn toàn quyền quản lý đường sắt Trung Đông cho chính phủ Trung Quốc (mà họ đã đồng quản lý từ năm 1945) vào năm 1952.
Năm 1949, Cộng hòa Nhân dân Trung Hoa đã chia khu vực Đông Bắc ra thành 5 tỉnh: Hắc Long Giang, Cát Lâm, Tùng Giang, Liêu Đông và Liêu Tây. Năm 1954, Cộng hòa Nhân dân Trung Hoa tiến hành điều chỉnh hành chính, cắt 7 huyện của tỉnh Hắc Long Giang cho tỉnh Cát Lâm, 7 huyện này cùng với huyện Can An của Cát Lâm hợp thành chuyên khu Bạch Thành, cắt 1 thành phố và 9 huyện của tỉnh Liêu Đông về tỉnh Cát Lâm và thiết lập chuyên khu Thông Hóa. Cùng với đó, tỉnh Cát Lâm còn tiếp nhận thành phố Liêu Nguyên và hai huyện Tây Ân và Đông Phong của tỉnh Liêu Đông cũ; thành phố Tứ Bính, huyện Song Liêu và huyện Lê Thụ của tỉnh tỉnh Liêu Tây cũ. Cùng năm, chính quyền nhân dân tỉnh Cát Lâm đã từ thành phố Cát Lâm dời đến Trường Xuân. Năm 1969, 1 huyện và 1 kỳ của minh Triết Lý Mộc và minh Hô Luân Bối Nhĩ của Nội Mông đã được chuyển sang cho tỉnh Cát Lâm, đến năm 1979 lại trả về Nội Mông.
Vùng Đông Bắc Trung Quốc nói chung và tỉnh Cát Lâm nói riêng từng là trái tim công nghiệp của Trung Quốc, tuy nhiên, sau cải cách mở cửa, nền công nghiệp của vùng đã tụt hậu so với vùng ven biển phía đông Trung Quốc, vì thế chính quyền Trung Quốc đã phải đề ra kế hoạch Chấn hưng vùng công nghiệp cũ Đông Bắc (振兴东北老工业基地).
Trong những năm giữa và cuối thập niên 1990, đã có nhiều người Triều Tiên vượt biên sang Trung Quốc để tránh nạn đói ở nước này. Những người tị nạn Triều Tiên thường vượt biên qua sông Đồ Môn sang tỉnh Cát Lâm vì sông này có mực nước thấp và hẹp.

## Địa lý

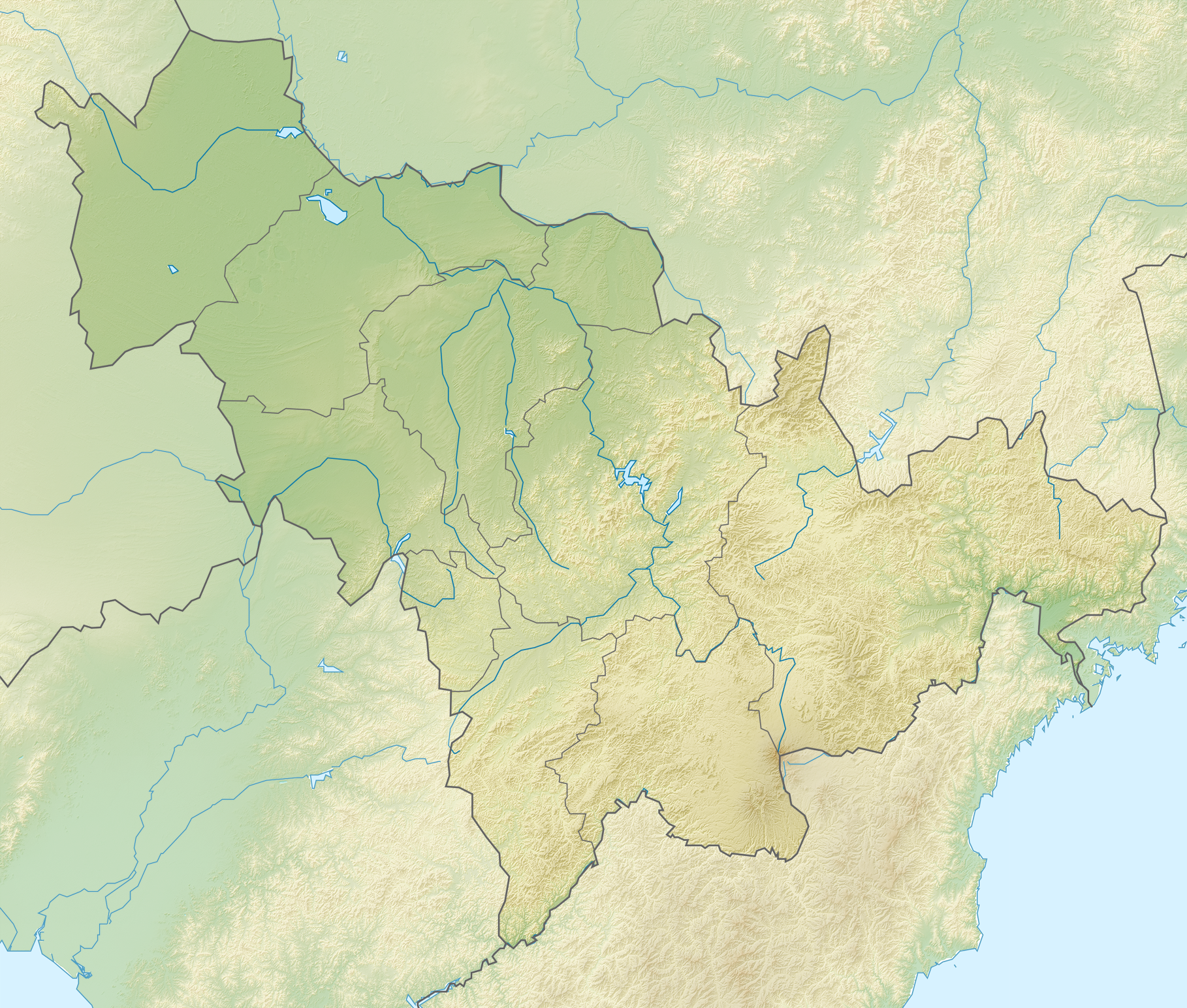
Bản đồ địa hình Cát Lâm

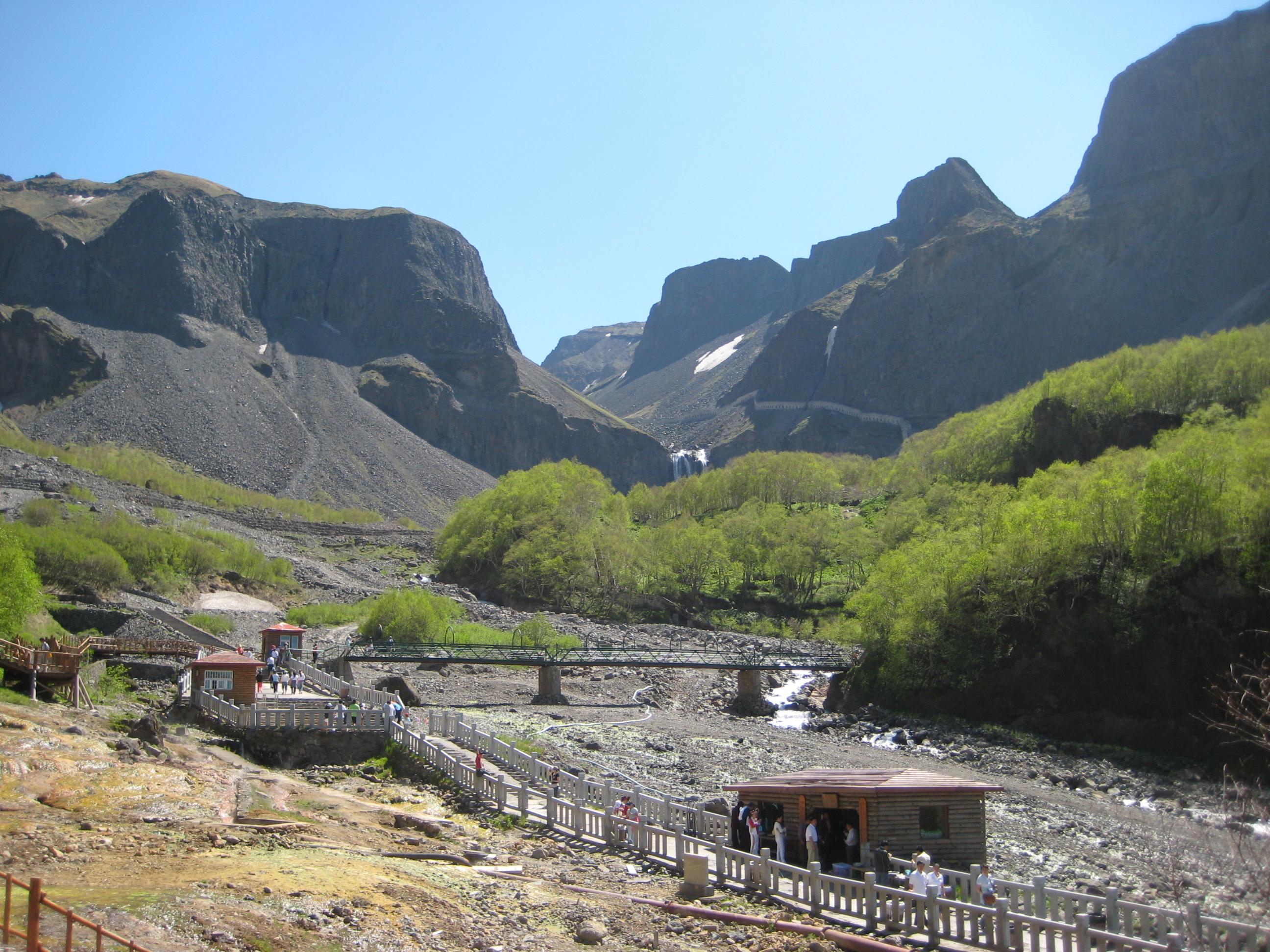
Sườn bắc của dãy núi Trường Bạch thuộc tỉnh Cát Lâm

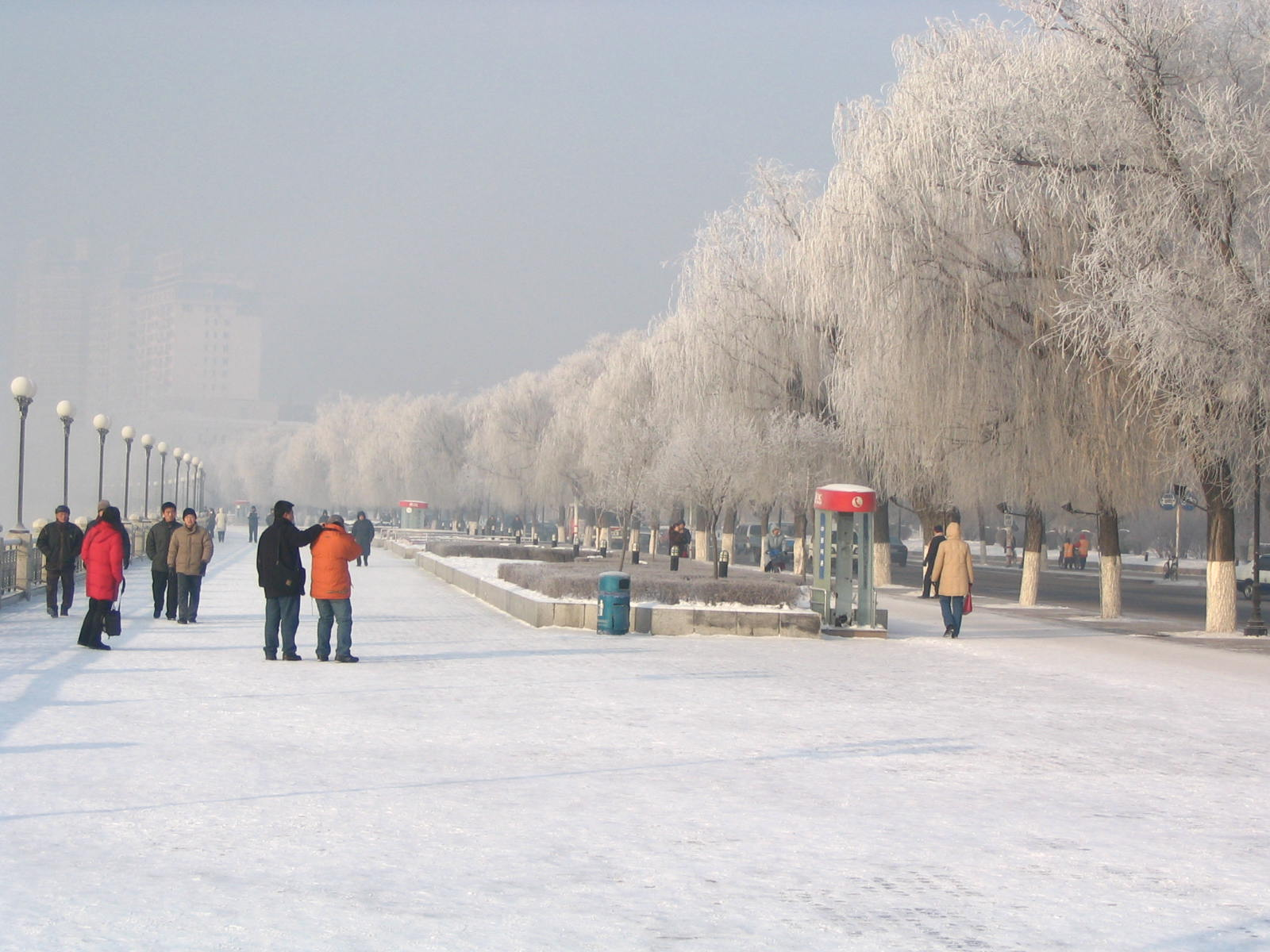
Thành phố Cát Lâm trong mùa đông

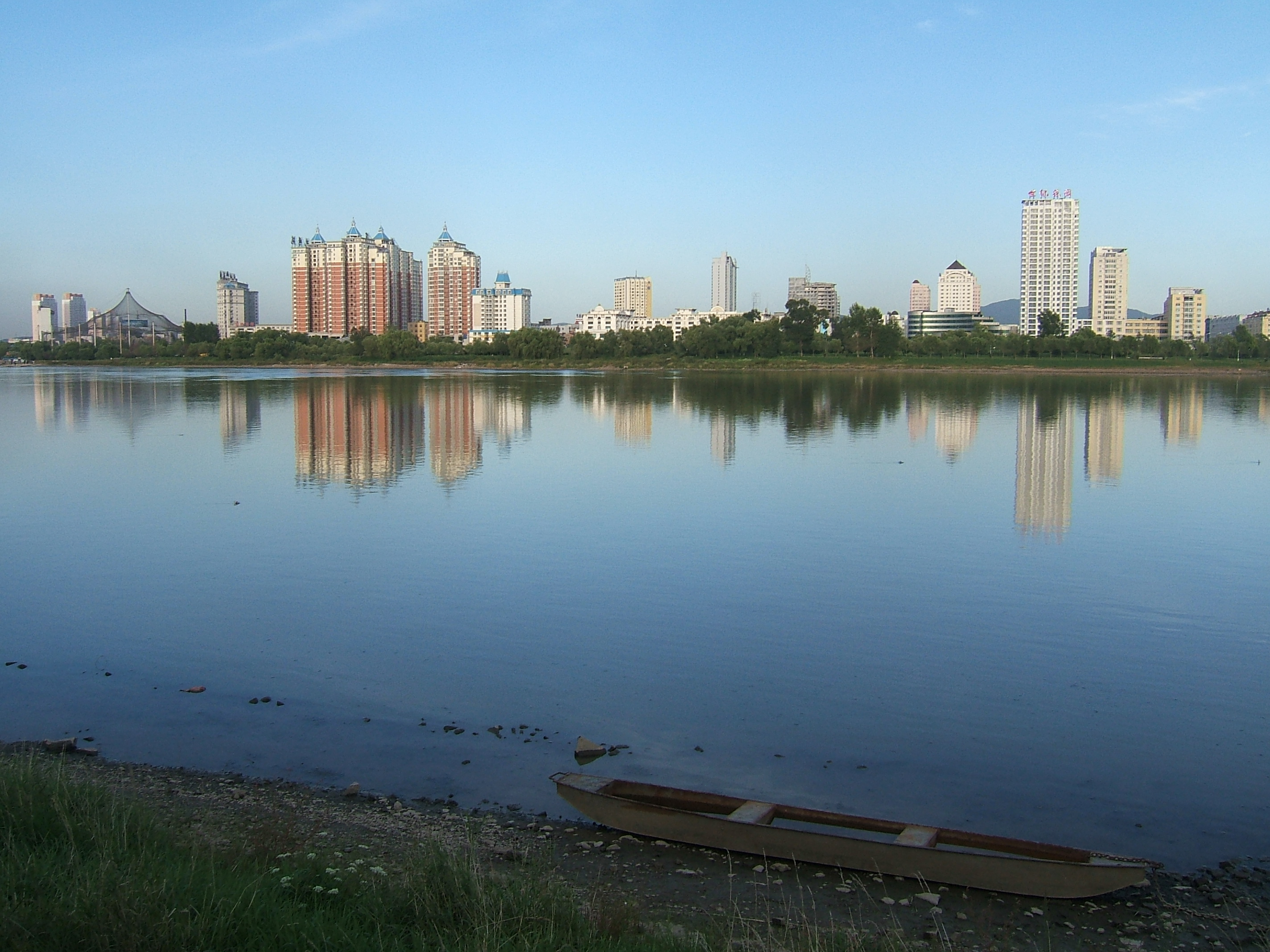
Đoạn Tùng Hoa Giang chảy qua thành phố Cát Lâm

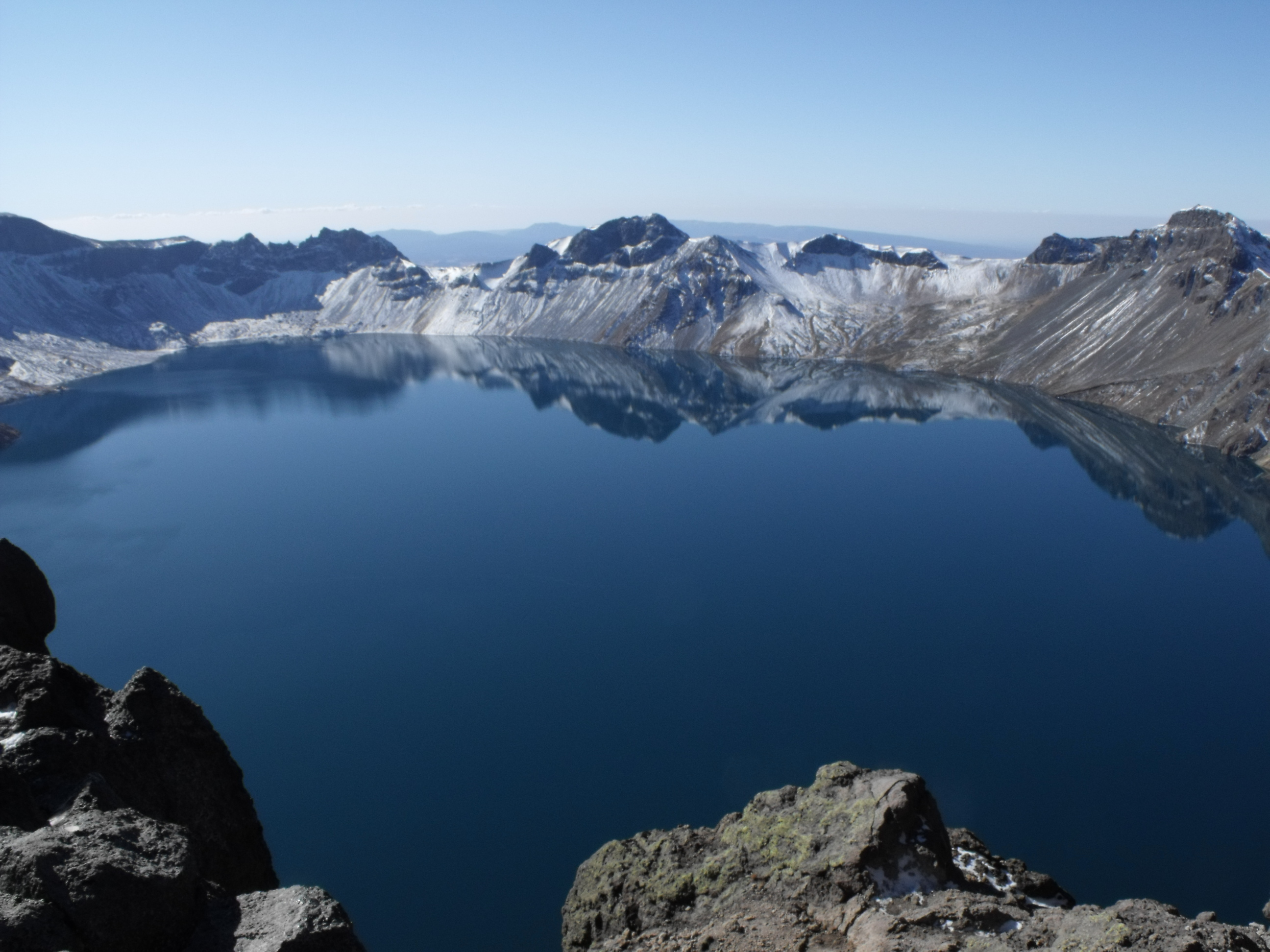
Thiên Trì trên đỉnh Trường Bạch, hồ được phân chia giữa Trung Quốc và Triều Tiên

Cát Lâm nằm ở Đông Bắc Trung Quốc, giáp với tỉnh Hắc Long Giang ở phía bắc, giáp với tỉnh Liêu Ninh ở phía tây nam, giáp với khu tự trị Nội Mông Cổ ở phía đông, giáp với vùng Primorsky của Nga ở một đoạn nhỏ phía đông, và giáp với Cộng hòa Dân chủ Nhân dân Triều Tiên (thành phố Rason, tỉnh Hamgyong Bắc, tỉnh Ryanggang, tỉnh Chagang) ở phía đông nam qua Đồ Môn Giang, Áp Lục Giang và Trường Bạch Sơn. Cát Lâm nằm giữa 122°-131° kinh Đông và 41°-46° vĩ Bắc. Tổng diện tích của tỉnh Cát Lâm là khoảng 187.400 km², chiếm khoảng 2% diện tích Trung Quốc. Tỉnh Cát Lâm trải dài 750 km theo chiều đông -tây và 600 km theo chiều bắc-nam. Tỉnh Cát Lâm có 1438,7 km biên giới quốc tế, trong đó tuyến biên giới Trung-Nga của tỉnh dài 232,7 km và tuyến biên giới Trung-Triều của tỉnh dài 1.206 km.

### Địa hình, địa mạo
Nếu lấy Đại Hắc Sơn (大黑山) ở trung bộ tỉnh làm ranh giới, tỉnh Cát Lâm có địa thế cao ở đông nam với các vùng núi non và gò đồi có cao độ trên 500 m thuộc dãy núi Trường Bạch. Trường Bạch Sơn là núi cao nhất tỉnh Cát Lâm cũng như bán đảo Triều Tiên với cao độ 2.744 m. Thiên Trì trên đỉnh núi được phân chia giữa Trung Quốc và Triều Tiên. Trung và tây bộ tỉnh Cát Lâm là đồng bằng Tùng-Liêu rộng lớn; vùng này có địa thế thấp và bằng phẳng, là khu vực mục nghiệp của Cát Lâm. Trong đó, trung bộ tỉnh Cát Lâm là vùng đồng bằng bằng phẳng, còn tây bộ có các đồng cỏ, hồ ao, đất ngập nước, vùng cát. Địa mạo Cát Lâm chủ yếu do địa mạo núi lửa, địa mạo xói mòn xâm thực, địa mạo đất đỏ bồi tích và địa mạo đồng bằng phù sa cấu thành. Ngoài dãy núi Trường Bạch, trên địa bàn Cát Lâm còn có Đại Hắc Sơn, Trương Quảng Tài Lĩnh (张广才岭), Cát Lâm Cáp Đạt Lĩnh (吉林哈达岭), Lão Lĩnh (老岭), Mẫu Đơn Lĩnh (牡丹岭). Lấy Tùng Liêu Phân Thủy Lĩnh (松辽分水岭) làm ranh giới, vùng đồng bằng của tỉnh Cát Lâm phân thuộc đồng bằng Tùng Nộn ở phía bắc và đồng bằng Liêu Hà ở phía nam. Hiện nay, vẫn có thể trông thấy di tích các sông băng có niên đại từ kỷ Đệ Tứ ở núi Trường Bạch. Địa mạo núi lửa chiếm 8,6% tổng diện tích của Cát Lâm.

### Khí hậu
Cát Lâm có khí hậu ôn đới lục địa gió mùa, bốn mùa rõ rệt. Mùa xuân có gió lớn và khô, mùa hè có nhiệt độ cao và mưa nhiều, mùa thu có bầu trời trong xanh và thời tiết mát mẻ, mùa đông lạnh kéo dài. Từ đông nam đến tây bắc, khí hậu dần chuyển từ khí hậu bán ẩm sang khí hậu bán khô hạn. Nhiệt độ bình quân năm của hầu hết các khu vực tại tỉnh Cát Lâm là từ 3-5 ℃, nhiệt độ bình quân vào mùa đông là dưới -11 °C còn nhiệt độ bình quân vào mùa hè là trên 23 °C. Chênh lệch nhiệt độ trong năm tại tỉnh Cát Lâm là từ 35 °C-42 °C, chênh lệch nhiệt độ trong một ngày thường là từ 10 °C-14 °C. Trung bình, mỗi năm tỉnh Cát Lâm có từ 100-160 ngày không có sương giá, và có từ 2.259-3.016 giờ nắng. Lượng giáng thủy trung bình năm của tỉnh Cát Lâm là từ 400–600 mm, có sự khác biệt theo mùa và khu vực. 80% tổng lượng giáng thủy của tỉnh Cát Lâm tập trung vào mùa hè và đông bộ của tỉnh là nơi có lượng mưa cao nhất. Lượng mưa vùng núi đông bộ là khoảng 800 mm, vùng gò đồi trung bộ là khoảng 600 mm, vùng đồng bằng tây bộ chỉ 400 mm; tuy nhiên, lượng nước bốc hơi lại tăng dần từ đông nam lên tây bắc tỉnh Cát Lâm.

### Sông hồ
Tổng diện tích mặt nước của tỉnh Cát Lâm là 265.500 ha. Trên địa phận tỉnh Cát Lâm có 1648 sông lớn nhỏ có diện tích lưu vực trên 20 km², thuộc 5 hệ thống sông lớn là Tùng Hoa Giang, Liêu Hà, Áp Lục Giang, Đồ Môn Giang, Tuy Phân Hà. Cùng với đó, tỉnh Cát Lâm có 1397 hồ lớn nhỏ có diện tích bề mặt trên 100 mẫu (0,067 km²).
Dãy núi Trường Bạch là nơi khởi nguồn của ba con sông lớn trên địa bàn tỉnh Cát Lâm là Áp Lục, Đồ Môn và Tùng Hoa. Áp Lục Giang chảy về phía tây nam, sang tỉnh Liêu Ninh rồi đổ ra vịnh Triều Tiên và tạo thành biên giới tự nhiên giữa tỉnh Cát Lâm và Triều Tiên; tổng chiều dài của sông Áp Lục là 795 km và đoạn sông tại Cát Lâm dài 575 km. Sông Áp Lục cũng là nơi diễn ra nhiều hoạt động quân sự trong chiến tranh Thanh-Nhật, chiến tranh Nga-Nhật và chiến tranh Triều Tiên. Đoạn sông Áp Lục chảy trên địa phận tỉnh Cát Lâm có đập Vân Phong (云峰), được người Nhật xây dựng từ năm 1942 và nay nước trong hồ chứa do đập tạo ra được sử dụng cho cả mục đích phát điện và thủy lợi.
Đồ Môn Giang chảy về phía đông bắc, tạo thành biên giới tự nhiên giữa Trung Quốc và Triều Tiên và giữa Triều Tiên với Nga rồi đổ ra biển Nhật Bản; 15 km cuối cùng của Đồ Môn Giang từ thời Nhà Minh đến gần cuối thời Thanh vẫn là biên giới giữa Trung Quốc và Triều Tiên, tuy nhiên sau điều ước Bắc Kinh vào năm 1860 thì bờ bắc 15 km cuối của Đồ Môn Giang thuộc về Nga, Trung Quốc mất quyền đi ra biển Nhật Bản qua sông Đồ Môn Mặc dù Đồ Môn Giang có nhiều lính Triều Tiên tuần tra song nó được những người tị nạn Triều Tiên trong thời gian gần đây lựa chọn để vượt biên sang Trung Quốc vì con sông này nông và hẹp hơn Áp Lục Giang, có thể vượt qua một cách dễ dàng bằng cách đi bộ hoặc bơi ở nhiều điểm. Hải Lan Giang (海兰江) là một chi lưu lớn của Đồ Môn Giang, sông này có chiều dài 145 km và chảy trên địa phận Diên Biên.
Tùng Hoa Giang có diện tích lưu vực là 545.600 km² và là con sông có diện tích lưu vực lớn thứ ba tại Trung Quốc, chỉ sau Trường Giang và Hoàng Hà. Trên địa bàn tỉnh Cát Lâm, Tùng Hoa Giang chảy theo hướng tây bắc từ đầu nguồn cho đến khi hợp lưu với Nộn Giang tại phía bắc Tùng Nguyên, đoạn này của Tùng Hoa Giang từng được gọi là "Đệ Nhị Tùng Hoa Giang" (第二松花江) và danh xưng này được sử dụng cho đến năm 1988. Sau khi hợp lưu với Nộn Giang, Tùng Hoa Giang trở thành một đoạn ranh giới tự nhiên giữa tỉnh Cát Lâm và tỉnh Hắc Long Giang rồi đi hoàn toàn vào tỉnh cực bắc Trung Quốc. Huy Phát Hà (辉发河) là một chi lưu lớn ở thượng nguồn Tùng Hoa Giang, sông chảy theo hướng đông bắc và hợp với Tùng Hoa Giang tại Hoa Điện, có tổng chiều dài 268 km và gần như toàn bộ chảy trên địa phận tỉnh Cát Lâm. Huy Phát Hà cũng gắn liền với bộ lạc Huy Phát của người Nữ Chân xưa kia. Trên thượng du Tùng Hoa Giang có Tùng Hoa hồ, hay còn gọi là hồ chứa Phong Mãn (丰满水库). Tùng Hoa hồ là một hồ nước nhân tạo, cách trung tâm thành phố Cát Lâm 24 km, được hình thành do chặn đập trên Tùng Hoa Giang để phục vụ cho nhà máy thủy điện được xây dựng từ năm 1937 với chiều dài 200 km, nơi rộng nhất là 10 km, điểm sâu nhất là 75 m. Tổng diện tích hồ là khoảng 500 km², là hồ có diện tích mặt lớn nhất tỉnh Cát Lâm với dung tích tối đa là 10,8 tỷ mét³ nước.
Ẩm Mã Hà (饮马河) có chiều dài 387 km và toàn bộ dòng chảy của nó đều nằm trên địa bàn tỉnh Cát Lâm. Trên Ẩm Mã Hà có hồ chứa Thạch Đầu Khẩu Môn (石头口门水库), được xây dựng từ năm 1959, có diện tích lưu vực 4944 km² và là một nguồn cung cấp nước chủ yếu của tỉnh lị Trường Xuân. Nạp Lâm Hà (拉林河) bắt nguồn từ Trương Quảng Tài Lĩnh, có tổng chiều dài 244 km và nhiều phần của sông này tạo thành ranh giới tự nhiên giữa hai tỉnh Cát Lâm và Hắc Long Giang. Nạp Lâm Hà đổ vào Tùng Hoa Giang tại huyện Phù Dư của tỉnh Cát Lâm. Y Thông Hà (伊通河) là chi lưu lớn nhất của Ẩm Mã Hà, sông này dài 342,5 km, trong đó có 23 km chảy qua khu vực đô thị của Trường Xuân, nó còn được gọi là "sông mẹ" của thành phố tỉnh lị của tỉnh Cát Lâm. Trên Y Thông Hà có hồ chứa Tân Lập Thành (新立城水库), hồ cách trung tâm Trường Xuân khoảng 20 km về phía thượng nguồn và có diện tích lưu vực 1970 km².
Nộn Giang cũng là một con sông lớn ở Đông Bắc Trung Quốc, sông này bắt nguồn từ Đại Hưng An lĩnh rồi chảy xuống phía nam, tạo thành một đoạn ranh giới tự nhiên giữa Bạch Thành và Tùng Nguyên của tỉnh Cát Lâm với tỉnh Hắc Long Giang. Thao Nhi Hà (洮儿河) là một chi lưu quan trọng của Nộn Giang, Thao Nhi Hà bắt nguồn từ Nội Mông rồi chảy sang tỉnh Cát Lâm với tổng chiều dài 595 km. Tại Cát Lâm, Thao Nhi Hà chảy trên đất Bạch Thành và chỉ cách nơi hợp lưu với Nộn Giang vài trăm mét, Thao Nhi Hà bị ngăn đập để tạo thành hồ chứa Nguyệt Lượng Phao (月亮泡水库) Hồ chứa Nguyệt Lượng Phao có mục đích phát điện, cấp nước kiểm soát lũ và thủy lợi, đặc biệt như trong trận lụt năm 2003, khi hồ chứa này đã giúp giảm lũ trên sông Tùng Hoa.
Mẫu Đơn Giang là một chi lưu lớn của Tùng Hoa Giang, sông có chiều dài 726 km và bắt nguồn từ dãy núi Trường Bạch thuộc Cát Lâm, trong đó đoạn chảy trên địa phận Cát Lâm (Đôn Hóa) dài 232 km, sau đó chảy sang tỉnh Hắc Long Giang. Tuy Phân Hà có chiều dài 242 km, bắt nguồn từ đông bộ Cát Lâm, chảy qua đông nam tỉnh Hắc Long Giang, qua vùng Primorsky của Nga rồi đổ ra biển Nhật Bản. Mục Lăng Hà (穆棱河) bắt nguồn từ vùng ranh giới giữa tỉnh Cát Lâm và tỉnh Hắc Long Giang rồi đổ vào Ô Tô Lý Giang.
Hoắc Lâm Hà (霍林河) cũng từng là một chi lưu của Nộn Giang, sông bắt nguồn từ Nội Mông và đổ vào Nộn Giang tại Bạch Thành của Cát Lâm. Tuy nhiên, do khu vực thượng du và trung du đã xây hồ chứa và sử dụng một lượng lớn nước sông nên Hoắc Lâm Hà đã dần khô cạn từ thập niên 1960. Hồ Tra Can (查干湖) nằm ở huyện Tiền Quách Nhĩ La Tư nay là đoạn cuối cùng của Hoắc Lâm Hà, hồ nằm trên cao độ 126 mét so với mực nước biển, diện tích lớn nhất là 307 km² (có nguồn cho là 420 km²), nước sâu 4 mét, chu vi 104,5 km, dung tích tối đa là 415 triệu m³, là hồ tự nhiên lớn nhất tỉnh Cát Lâm, và cũng là hồ nước ngọt lớn nhất tại vùng bình nguyên Đông Bắc Trung Quốc.
Trong hệ thống Liêu Hà, Đông Liêu Hà bắt nguồn từ huyện Đông Liêu của Cát Lâm. Đông Liêu Hà có tổng chiều dài 448 km và diện tích lưu vực là 11306 km², chủ yếu nằm trên địa bàn Liêu Nguyên và Tứ Bình của tỉnh Cát Lâm. Sau đó, Đông Liêu Hà hợp lưu với Tây Liêu Hà trên địa phận tỉnh Liêu Ninh để tạo thành Liêu Hà. Tây Liêu Hà là một chi lưu chính của Liêu Hà và có 44,2 km sông chảy qua Song Liêu của tỉnh Cát Lâm. Tân Khai Hà là một chi lưu trọng yếu của Tây Liêu Hà, đoạn chảy qua Song Liêu dài 25 km.

### Sinh vật

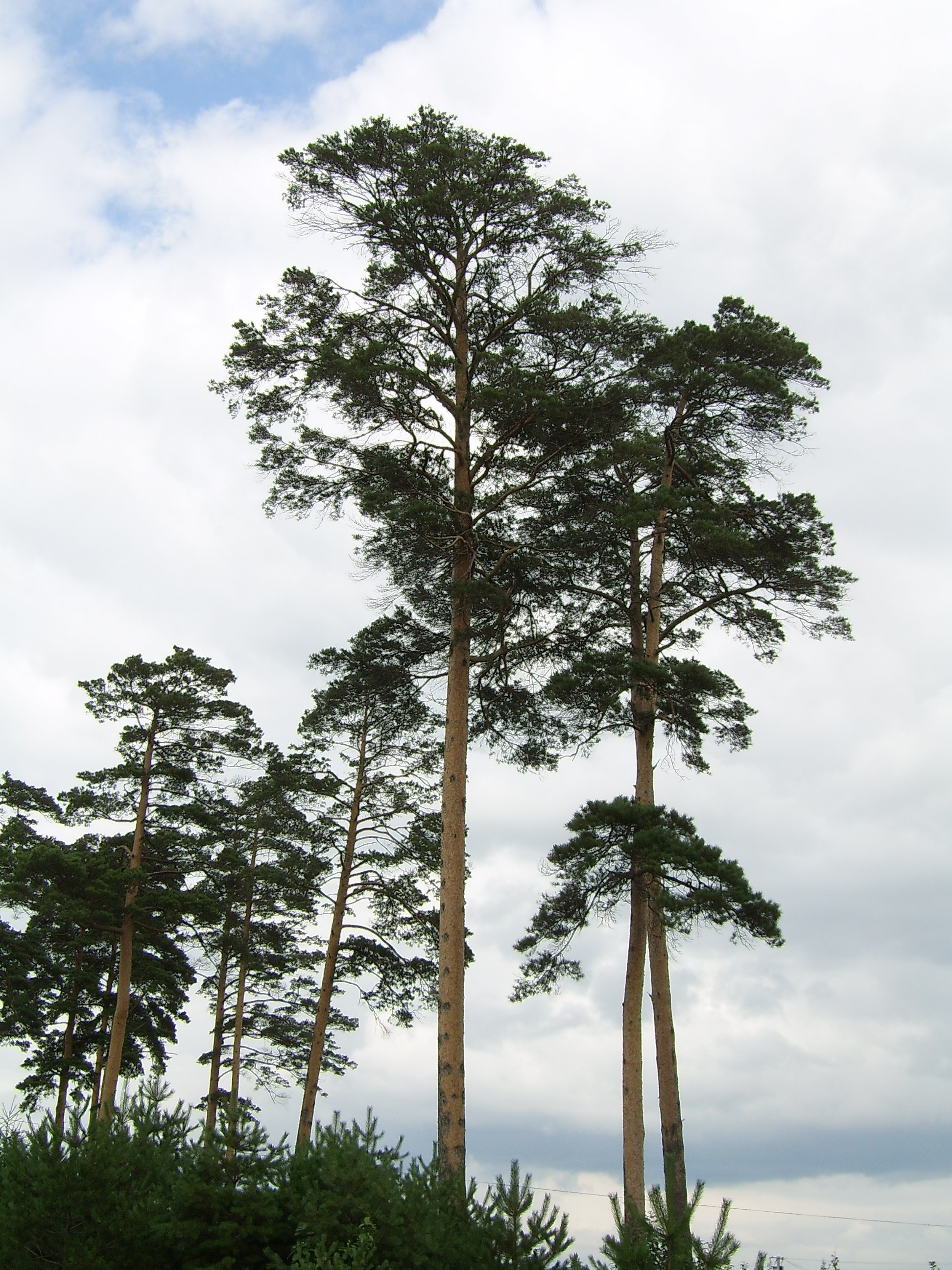
Thông Trường Bạch (Pinus syluestriformis)

Đông bộ tỉnh Cát Lâm là khu sinh thái rừng nguyên sinh Trường Bạch Sơn, trung đông bộ là khu sinh thái thảm thực vật tái sinh đồi núi thấp, trung bộ là khu sinh thái đồng bằng Tùng Liêu còn tây bộ là khu sinh thái đất ngập nước đồng cỏ. Trong đó, vùng núi Trường Bạch có các khu rừng rộng lớn, độ che phủ rừng ở mức cao, rất phong phú về các loài sinh vật, lượng mưa dồi dào. Vùng đồi núi thấp đông trung bộ có các khu rừng tái sinh và do con người trồng, độ che phủ rừng cũng ở mức cao, phong phú về tài nguyên nước và khoáng sản. Đồng bằng Tùng Liêu ở trung bộ Cát Lâm có đất đai màu mỡ và rộng lớn, có điều kiện thuận lợi để sản xuất nông nghiệp. Vùng đồng cỏ ở tây bộ Cát Lâm cũng rất rộng rãi, với các vùng ao hồ và đất ngập nước có diện tích khá lớn, có điều kiện thuận lợi để phát triển chăn nuôi.
Tính Cát Lâm có 36 khu bảo tồn thiên nhiên, trong đó có 13 khu bảo tồn tự nhiên cấp quốc gia. Tổng diện tích các khu bảo tồn này là 2,23 triệu ha, chiếm 12,26% diện tích toàn tỉnh. Năm 1980, UNESCO đã công nhận Trường Bạch Sơn là khu vực bảo vệ "sinh quyển và con người". Năm 1992, Trường Bạch Sơn được Liên minh Bảo tồn Thiên nhiên Quốc tế đánh giá là khu bảo tồn tự nhiên cấp A quốc tế.
Tại Trung Quốc, Cát Lâm được mệnh danh là cố hương của "Đông Bắc tam bảo" là nhân sâm, da lông chồn (điêu bì) và nhung hươu (lộc nhung). Ngoài ra, còn có các sản vật nổi tiếng khác như linh chi, thiên ma, bất lão thảo, bắc kì, cũng như tùng nhung, hầu đầu ma. Tỉnh Cát Lâm có khoảng 3.890 loài thực vật hoang dã, trong đó bao gồm hơn 270 loài địa y, hơn 900 loài nấm, 140 loài dương xỉ, 30 loài hạt trần, trên 2200 loài thực vật có hoa. Vùng núi Trường Bạch có trên 2.300 loài thực vật, trong đó có nhiều loài có giá trị về kinh tế, dược phẩm như thông Triều Tiên, thông Trường Bạch (Pinus syluestriformis), Picea jezoen, Fraxinus mandschurica.
Tỉnh Cát Lâm có khoảng 445 loài động vật hoang dã, trong đó có 14 loài lưỡng cư, 16 loài bò sát, 335 loài chim, 80 loài thú, chiếm khoảng 17,66% số loài động vật hoang dã của toàn Trung Quốc, riêng số loài chim hoang dã chiếm 30,36% toàn Trung Quốc. Trong số đó, có 76 loài được liệt vào danh mục các loài động vật hoang dã được bảo hộ trọng điểm quốc gia (14 loài thú, 61 loài chim). Các loài động vật có da và lông có giá trị trên địa bàn tỉnh Cát Lâm là hươu sao, chồn zibelin (Martes zibellina), rái cá, linh miêu, hổ Siberi, báo hoa mai; các loài động vật khác gồm nai sừng tấm (Cervus canadensis), hươu xạ, gấu, lửng châu Á (Meles leucurus), ếch đồng, ếch thường; các loài có giá trị lớn về kinh tế là lợn rừng, hoẵng Siberi (Capreolus pygargus), trĩ.

## Dân cư
Đầu thời Nhà Thanh, do là nơi phát tích của người Mãn, khu vực tỉnh Cát Lâm được liệt vào cấm địa (tức cấm người Hán di cư đến). Đến cuối thời Nhà Thanh, triều đình đã bãi bỏ lệnh cấm và thực hiện chính sách "di dân thật biên" sau khi để mất Ngoại Mãn Châu, cho phép người Hán di cư ra ngoài Quan Ngoại (tức vùng đất ngoài Sơn Hải quan), sự kiện này được gọi là Sấm Quan Đông (闯关东), nhân khẩu vùng đất nay là tỉnh Cát Lâm đã có mức tăng trưởng đáng kể. Năm 2007, tỉnh Cát Lâm có 26.960.500 cư dân, trong đó có 12.158.900 người được xác định là nhân khẩu phi nông nghiệp (chiếm 45,1%) và 14.801.600 người được xác định là nhân khẩu nông nghiệp (54,9%).
Trong giai đoạn 1950-1955, tỷ xuất sinh và tỷ lệ tăng dân số tự nhiên của tỉnh Cát Lâm lần lượt đạt 40,07 ‰, và 31,85 ‰; trong giai đoạn 1962-1972, thì tỷ lệ tương ứng là 37,33‰ và 28,66‰. Từ năm 1974, do thực hiện chính sách kế hoạch hóa gia đình, tỷ suất sinh và tốc độ tăng dân số tự nhiên trên địa bàn tỉnh Cát Lâm đã giảm xuống. Trong giai đoạn 1986-1990, tỷ xuất sinh và tốc độ tăng dân số tự nhiên của tỉnh lần lượt là 18,99‰ và 13,05‰.
Trong khoảng cuối những năm 2000, tình hình dân số của tỉnh Cát Lâm là tỷ xuất sinh thấp, tỷ xuất tử vong thấp và dân số tăng trưởng ở mức thấp. Tính đến cuối năm 2011, tổng nhân khẩu toàn tỉnh Cát Lâm là khoảng 27.494.100 người, trong năm này, tỷ xuất sinh trên địa bàn là 6,53‰ còn tỷ xuất tử vong là 5,51‰, tỷ lệ giới tính là 102,68 nam/100 nữ. Tỉnh Cát Lâm có sự hiện diện của 44/56 dân tộc được công nhận tại Trung Quốc, trong đó người Hán chiếm chủ đạo với số nhân khẩu là 24.816.300 người, chiếm 90,97%. Trong số các dân tộc thiểu số tại tỉnh Cát Lâm, người Triều Tiên, người Mãn, người Mông Cổ, người Hồi và người Tích Bá là các dân tộc đã sinh sống nhiều đời trên địa bàn. Người Triều Tiên chủ yếu phân bố ở Diên Biên, TP. Cát Lâm, Thông Hoa và Bạch Sơn, tức đông bộ Cát Lâm. Người Mông Cổ và người Tích Bá chủ yếu phân bố tại Bạch Thành và Tùng Nguyên, tức viễn tây Cát Lâm. Người Mãn và người Hồi cư trú phần lớn tại Trường Xuân, TP. Cát Lâm, Thông Hóa, Tứ Bình. Cư dân Cát Lâm chủ yếu nói Quan thoại Đông Bắc, trong đó, có 2/3 phương ngữ của Quan thoại Đông Bắc được nói trên địa bàn tỉnh: phương ngữ Cát-Thẩm (吉瀋片) và phương ngữ Cáp-Phụ (哈阜片).
Tỉnh Cát Lâm có châu tự trị dân tộc Triều Tiên Diên Biên, huyện tự trị dân tộc Triều Tiên Trường Bạch, huyện tự trị dân tộc Mông Cổ Tiền Quách Nhĩ La Tư, huyện tự trị dân tộc Mãn Y Thông. Ngoài ra, trên địa bàn tỉnh Cát Lâm còn có 34 hương (trấn) dân tộc, trong đó có 10 hương dân tộc Mông Cổ, 10 hương (trấn) dân tộc Mãn, 7 hương (trấn) dân tộc Triều Tiên, 3 hương dân tộc Mãn-dân tộc Triều Tiên, 2 hương dân tộc Triều Tiên-dân tộc Mãn.
Hiện nay, số người dân tộc Triều Tiên tại Trung Quốc nói chung và tỉnh Cát Lâm nói riêng chủ yếu là hậu duệ của những người di cư từ bán đảo Triều Tiên từ năm 1860 đến năm 1945. Trong những năm 1860, một loạt thiên tai đã xảy ra tại Triều Tiên, dẫn đến nạn đói thảm khốc. Cùng với sự nới lỏng kiểm soát biên giới và chấp nhận di dân từ bên ngoài đến vùng Đông Bắc Trung Quốc (Sấm Quan Đông) của Nhà Thanh, nhiều người Triều Tiên đã lựa chọn di cư. Khoảng năm 1894, một ước tính cho thấy có 34.000 người Triều Tiên sống ở Đại Thanh Quốc, với số lượng ngày càng tăng và lên 109.500 vào năm 1910. Sau khi Nhật Bản chiếm đóng Triều Tiên, nhiều người Triều Tiên cũng đã di chuyển đến Trung Quốc. Sau năm 1949, ước tính có khoảng 600.000 người, tương đương 40% số người Triều Tiên tại Trung Quốc vào thời điểm đó, đã chọn lựa hồi hương về bán đảo Triều Tiên. Những người còn lại đã chọn ở lại Trung Quốc và đã nhận quốc tịch Trung Quốc từ 1949 (kết thúc Nội chiến Trung Quốc) đến năm 1952. Tuy nhiên, khoảng năm 1990 trở lại đây, dân số dân tộc Triều Tiên ở châu tự trị Diên Biên đã giảm xuống do di cư. Tỷ lệ dân tộc Triều Tiên ở đây đã giảm từ 60,2% năm 1953 xuống 36,3% năm 2000. Sự thay đổi này phản ánh những biến động trong xã hội của người dân tộc Triều Tiên do nền kinh tế tăng trưởng cao của Trung Quốc. Người Triều Tiên là một trong những dân tộc có trình độ giáo dục cao nhất tại Trung Quốc, và được coi là mẫu mực cho các dân tộc thiểu số. Hầu hết người Trung Quốc gốc Triều Tiên có nguồn gốc từ vùng Hamgyong của Bắc Triều Tiên, và họ nói phương ngữ Hamgyong của tiếng Triều Tiên.

### Tôn giáo

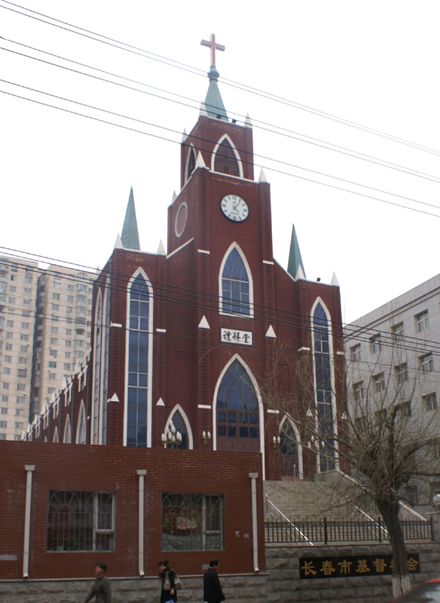
Giáo đường Tin Lành tại Trường Xuân

Số tín đồ Phật giáo trên địa bàn tỉnh Cát Lâm được ước tính là khoảng 450.000 người, đại đa số thuộc phái Tịnh độ tông song cũng có thiểu số theo Thiên Thai tông, Thiền tông, Tào Động tông và các tông phái khác song đặc điểm tông phái không được thể hiện rõ ràng. Các cơ sở Phật giáo chủ yếu là Bàn Nhược tự (般若寺) ở Trường Xuân, Bắc Sơn miếu quần (北山庙群) ở tp Cát Lâm, Di Đà tự (弥陀寺) ở Liêu Nguyên, Chính Giác tự (正觉寺) ở Đôn Hóa, Thái Gia Câu Từ Vân tự (蔡家沟慈云寺) tại huyện Phù Dư, Tịnh Nghiệp Liên tự (净业莲寺) tại Tứ Bình, Long Tuyền tự (龙泉寺) tại Mai Hà Khẩu, Hoa Nghiêm tự (华严寺) tại Bạch Thành, Thanh Sơn tự (青山寺) tại Bạch Thành.
Đạo giáo đã truyền đến địa phận tỉnh Cát Lâm ngày nay từ nửa sau thế kỷ VI, bị đứt đoạn vào thời Nguyên và Minh. Năm Khang Hi thứ 3 (1664) thời Thanh, tôn giáo này lại được truyền đến tỉnh, đến năm 1948 thì toàn tỉnh có 125 cung quán, trên 900 đạo sĩ. Hiện nay, toàn tỉnh Cát Lâm có 14 cung quán với 79 đạo sĩ và trên 8.600 tín đồ Đạo giáo. Các cơ sở Đạo giáo chủ yếu là Ngọc Hoàng các tại Thông Hóa và Phúc Thọ cung tại Liêu Nguyên.
Toàn tỉnh Cát Lâm có khoảng trên 140.000 người theo Hồi giáo với gần 90 thánh đường Hồi giáo (gọi là thanh chân tự). Các thánh đường Hồi giáo chủ yếu trên địa bàn tỉnh là: Thanh chân tự Trường Xuân (长春市清真寺), Tống Gia thanh chân tự (宋家清真寺) tại Trường Xuân, Hạo Nguyệt Lễ Bái điện (长春皓月礼拜殿) tại Trường Xuân, Bắc thanh chân tự tại Cát Lâm, Tây thanh chân tự tại Cát Lâm, Đông thanh chân tự tại Cát Lâm, Củng Bắc thanh chân tự tại Cát Lâm.
Tính Cát Lâm hiện có khoảng gần 80.000 tín đồ Công giáo La Mã, có 72 giáo đường đăng ký chính thức. Do yếu tố lịch sử, đại bộ phận tín đồ Công giáo tại tỉnh Cát Lâm sinh sống tại nông thôn, hình thàh các điểm tụ cư. Các giáo đường chủ yếu gồm nhà thờ thánh Têrêsa Trường Xuân, nhà thờ Thánh Tâm Cát Lâm (吉林耶稣圣心堂).
Tỉnh Cát Lâm có khoảng gần 360.000 tín đồ Tin Lành, chiếm 37% số tín đồ các tôn giáo trên địa bàn, với hơn 1.300 cơ sở đăng ký hoạt động chính thức. Các giáo đường Tin Lành chủ yếu gồm nhà thờ Tin Lành Trường Xuân (长春基督教会), nhà thờ Tin Lành tp Cát Lâm, nhà thờ Tin Lành Tứ Bình, nhà thờ Tin Lành Thông Hóa.

## Các đơn vị hành chính
Cát Lâm bao gồm 8 thành phố thuộc tỉnh (địa cấp thị) và 1 châu tự trị.
| Bản đồ                     | #                                | Tên           | Thủ phủ                                       | Chữ Hán Bính âm | Dân số (2010) | Diện tích (km²) |
| -------------------------- | -------------------------------- | ------------- | --------------------------------------------- | --------------- | ------------- | --------------- |
|                            |                                  |               |                                               |                 |               |                 |
| — Thành phố cấp phó tỉnh — |                                  |               |                                               |                 |               |                 |
| 1                          | Trường Xuân                      | Triều Dương   | 长春市 Chángchūn Shì                          | 7.677.089       | 20.604        |                 |
| — Thành phố cấp địa khu —  |                                  |               |                                               |                 |               |                 |
| 2                          | Bạch Thành                       | Thao Bắc      | 白城市 Báichéng Shì                           | 2.033.058       | 25.692        |                 |
| 3                          | Bạch Sơn                         | Bát Đạo Giang | 白山市 Báishān Shì                            | 1.295.750       | 17.474        |                 |
| 4                          | Cát Lâm                          | Thuyền Doanh  | 吉林市 Jílín Shì                              | 4.414.681       | 27.120        |                 |
| 5                          | Liêu Nguyên                      | Long Sơn      | 辽源市 Liáoyuán Shì                           | 1.176.645       | 5.139         |                 |
| 6                          | Tứ Bình                          | Thiết Tây     | 四平市 Sìpíng Shì                             | 3.386.325       | 14.080        |                 |
| 7                          | Tùng Nguyên                      | Ninh Giang    | 松原市 Sōngyuán Shì                           | 2.881.082       | 21.089        |                 |
| 8                          | Thông Hóa                        | Đông Xương    | 通化市 Tōnghuà Shì                            | 2.325.242       | 15.608        |                 |
| — Châu tự trị —            |                                  |               |                                               |                 |               |                 |
| 9                          | Diên Biên (của người Triều Tiên) | Diên Cát      | 延边朝鲜族自治州 Yánbiān Cháoxiǎnzú Zìzhìzhōu | 2.271.600       | 42.700        |                 |

## Kinh tế
Thổ nhưỡng tỉnh Cát Lâm nằm trong đới đất đen, hàm lượng chất hữu cơ ở tầng đất trên cùng trong khoảng 3-6% và có thể lên đến trên 15%. Tổng diện tích đất sử dụng cho mục đích nông nghiệp của toàn tỉnh (bao gồm đất canh tác, đất rừng, đất đồng cỏ, đất và mặt nước công trình thủy lợi phục vụ nông nghiệp) là khoảng 16,4 triệu ha, chiếm 86% tổng diện tích toàn tỉnh, cao hơn 17% so với mức trung bình toàn Trung Quốc. Diện tích đất canh tác của tỉnh Cát Lâm là khoảng 5.535.000 ha, chiếm 30% diện tích toàn tỉnh, bình quân đạt 3,05 mẫu/người, gấp hai lần mức bình quân của cả Trung Quốc. Diện tích đất lâm nghiệp của tỉnh Cát Lâm là 9.828.600 ha, chiếm 52,03% tổng diện tích toàn tỉnh, trong đó có 7.882.500 ha đất rừng. Tổng dự trữ tài nguyên gỗ của tỉnh Cát Lâm là 818 triệu m³, đứng thứ sáu cả nước, tỷ lệ che phủ rừng đạt 42,1%. Ở vùng thảo nguyên tây bộ tỉnh Cát Lâm, chiếm ưu thế là các loại cỏ mọc thành bụi và các loại cỏ thân rễ sống nhiều năm, tỷ lệ che phủ đạt 50-70%, là vùng sản xuất bò thương phẩm và cừu chủ yếu tại phía bắc Trung Quốc. Diện tích thảo nguyên có thể tận dụng cho chăn nuôi gia súc của tỉnh Cát Lâm là 4.379.000 ha, tập trung chủ yếu ở tây bộ và đông bộ. Thổ nhưỡng Cát Lâm hợp với các cây trồng như đỗ, cây lấy dầu, củ cải ngọt, thuốc lá, gai, các loại cây lấy củ, nhân sâm, cây dùng làm dược phẩm, cây ăn quả. Diện tích được gieo cấy là 3.959.000 ha. Cát Lâm là tỉnh sản xuất lương thực thương phẩm lớn nhất tại Trung Quốc với nhiều ngô, đậu tương và gạo.
Các ngành công nghiệp chủ đạo của tỉnh Cát Lâm là: ô tô, hóa dầu, chế biến nông sản, y dược, công nghệ thông tin-điện tử, chế tạo thiết bị, luyện kim, vật liệu xây dựng, dệt và năng lượng. Theo truyền thống, tỉnh Cát Lâm được xem là một trung tâm dược phẩm lớn, với sản lượng nhân sâm và nhung hươu vào hàng lớn nhất Trung Quốc, những thứ được sử dụng rộng rãi trong Đông y. 98% tài nguyên thủy năng của tỉnh Cát Lâm tập trung ở vùng núi phía đông, với một số nhà máy thủy điện lớn như Bạch Sơn (白山), Hồng Thạch (红石), Vân Phong (云峰), Phong Mãn (丰满). Năm 2011, vốn đầu tư nước ngoài được sử dụng trên thực tế trên địa bàn Cát Lâm là 4,947 tỉ USD, trong đó đầu tư trực tiếp nước ngoài là 1,481 tỉ USD. Cũng trong năm 2011, theo thống kê của hải quan, giá trị hàng hóa xuất nhập khẩu của tỉnh Cát Lâm là 22,047 tỉ USD, trong đó kim ngạch xuất khẩu đạt 4,998 tỉ USD và kim ngạch nhập khẩu đạt 17,049 tỉ USD. Năm 2009, tỷ lệ ba khu vực trong nền kinh tế của tỉnh Cát Lâm là 13,6:48,5:37,9.
Tính đến năm 2011, người ta đã phát hiện ra 136 loại khoáng sản trên địa bàn tỉnh Cát Lâm, trong đó đã xác minh được trữ lượng của 93 loại và đã tiến hành khai thác 75 loại. Trong đó, tỉnh Cát Lâm có 22 loại khoáng sản có trữ lượng đứng vào năm vị trí đầu tiên tại Trung Quốc. Các loại khoáng sản chủ yếu gồm: than đá còn gần 2,1 tỉ tấn, dầu mỏ với trữ lượng còn có khả năng khai thác là 133,99 triệu tấn, quặng sắt với trữ lượng còn lại là 460 nghìn tấn. Trong số các loại khoáng sản của tỉnh Cát Lâm, trữ lượng còn lại của đá phiến dầu, diatomite, wollastonite đứng ở vị trí số một tại Trung Quốc; trữ lượng gabro dùng làm mòn bề mặt, cacbon dioxide còn lại đứng ở vị trí thứ hai; trữ lượng molypden, germani còn lại đứng vị trí thứ ba.

## Văn hóa

Văn miếu Trường Xuân

Đoàn thể đại diện xứng đáng nhất của nghệ thuật Kinh kịch tỉnh Cát Lâm là "viện Kinh kịch tỉnh Cát Lâm" (吉林省京剧院), gồm kịch trường đại chúng và đại hí lâu Trường Xuân.
Đoàn thể Cát kịch (吉剧) nổi tiếng nhất tỉnh Cát Lâm là đoàn Cát kịch tỉnh Cát Lâm, Cát kịch là một loại hình hí khúc địa phương. Từ hình thức biểu diễn hai người, Cát kịch đã phát triển thành một loại hình kịch nghệ mới. Các diễn viên Cát kịch nổi danh có Ổ Lị, Tùy Tinh Oánh, Vương Thanh Hà, Vương Quế Phân, Lý Chiêm Xuân, An Tĩnh Phương. Các vở diễn ưu tú của Cát kịch có "Đào lý mai", "Yên-Thanh mại tuyến", "Bao công bồi tình", "Nhất dạ hoàng phi".
Nhị nhân chuyển (二人转) là một loại hình nghệ thuật dựa trên các điệu ca dân gian ở vùng Đông Bắc Trung Quốc, hấp thụ nghệ thuật Liên hoa lạc (莲花落) của Hà Bắc, thêm vào vũ đạo, dáng bộ. Theo dòng lịch sử, Nhị nhân chuyển hình thành bốn phái Đông, Tây, Nam Bắc. Phái phía đông có trọng điểm tại Cát Lâm, có cả màn vũ đả. Các đoàn thể Nhị nhân chuyển nổi tiếng tại tỉnh Cát Lâm là kịch đoàn hí khúc thành phố Cát Lâm, đại hí viện Hòa Bình, kịch trường Nhị nhân chuyển Đông Bắc, đại vũ đài Lưu Lão Căn.
Hoàng Long hí (黄龙戏) là một thể loại hí kịch mới, hình thành từ năm 1959 và bắt nguồn từ huyện Nông An tại tỉnh Cát Lâm, song do Nông An vào thời nhà Liêu từng có tên là Hoàng Long phủ nên loại hình này mang tên là Hoàng Long hí. Lúc đầu, Hoàng Long hí chỉ có ba hạng là tiểu sinh (nhân vật nam), tiểu sửu (anh hề) và tiểu đán (nhân vật nữ), về sau bổ sung thêm đao mã đán (nhân vật nữ giỏi về võ công), lão sinh (nhân vật nam cao tuổi) và lão đán (nhân vật nữ lớn tuổi). Âm nhạc của Hoàng Long hí phân theo các hạng sinh, đán, sửu mà xướng, cách biểu diễn cùng hóa trang và phục trang về cơ bản phỏng theo Kinh kịch.
Tân Thành hí (新城戏) là một loại hình hí kịch hình thành từ cuối thập niên 50 và đầu thập niên 1960, lưu truyền ở khu vực huyện Phù Dư và phát triển dựa trên cơ sở loại hình kịch nghệ Bát giác cổ (八角鼓) của người Mãn, sở dĩ mang tên Tân Thành là do vào thời Thanh, Phù Dư trấn là trị sở của Tân Thành phủ. Các tiết mục Tân Thành hí tiêu biểu là "Hồng la nữ", "Tú hoa nữ hài tử", "Tát Ngõa mã", "thiết huyết Nữ Chân", "hồng hạo". Đoàn thể biểu diễn Tân Thành hí nổi tiếng là kịch viện nghệ thuật dân tộc Mãn thành phố Tùng Nguyên.
Đông Bắc đại cổ (东北大鼓) là một hình thức nghệ thuật vừa hát và vừa nói làm chính, đã có lịch sử hơn 200 năm, chủ yếu là các câu chuyện tiểu thuyết, truyền kỳ truyền thống của Trung Quốc. Khi biểu diễn, nghệ nhân một tay cầm mấy thanh tre làm nhịp phách, một tay cầm dùi gỗ đánh trống, bên cạnh có một người dùng nhạc cụ đàn dây đệm đàn. Đông Bắc đại cổ tại Cát Lâm thuộc "Đông Thành phái" có ảnh hưởng lớn tại khu vực Du Thụ. Năm 2006, Đông Bắc đại cổ được liệt vào danh sách di sản văn hóa phi vật thể cấp quốc gia của Trung Quốc.
Ngoài ra, trên địa bàn Cát Lâm còn có sự hiện diện của Bình kịch (评剧), Thoại kịch (话剧).
Xưởng phim điện ảnh Trường Xuân (长春电影制片厂) là xưởng phim đầu tiên của nước Trung Quốc mới, là một trong các xưởng phim có tính tổng hợp lớn nhất Trong Quốc. Cùng với Bắc Ảnh, Thượng Ảnh và Bát Nhất tạo thành "tứ đại" xưởng phim điện ảnh của Trung Quốc. Xưởng phim bắt nguồn từ "Mãn Châu ánh họa chu thức hội xã" (满洲映画株式会社) do người Nhật thành lập vào năm 1937 thời Mãn Châu Quốc. Liên hoan phim Trường Xuân là một trong những liên hoan phim lớn nhất tại Trung Quốc.
Ẩm thực Cát Lâm sử dụng các nguyên liệu là đặc sản hoặc sản vật chính của tỉnh Cát Lâm, vận dụng cách nấu nướng đặc biệt của địa phương. Ẩm thực Cát Lâm tổng hợp các văn hóa ẩm thực và nông sản đặc sắc của các dân tộc thiểu số, đã phát triển sáng tạo và hình thành một hệ phái ẩm thực mới. Ẩm thực Cát Lâm chủ yếu bao gồm bốn thể loại lớn là món ăn dân tộc, món ăn dân tục, món ăn cung đình và món ăn sơn trân (đồ ngon trên núi).

## Du lịch

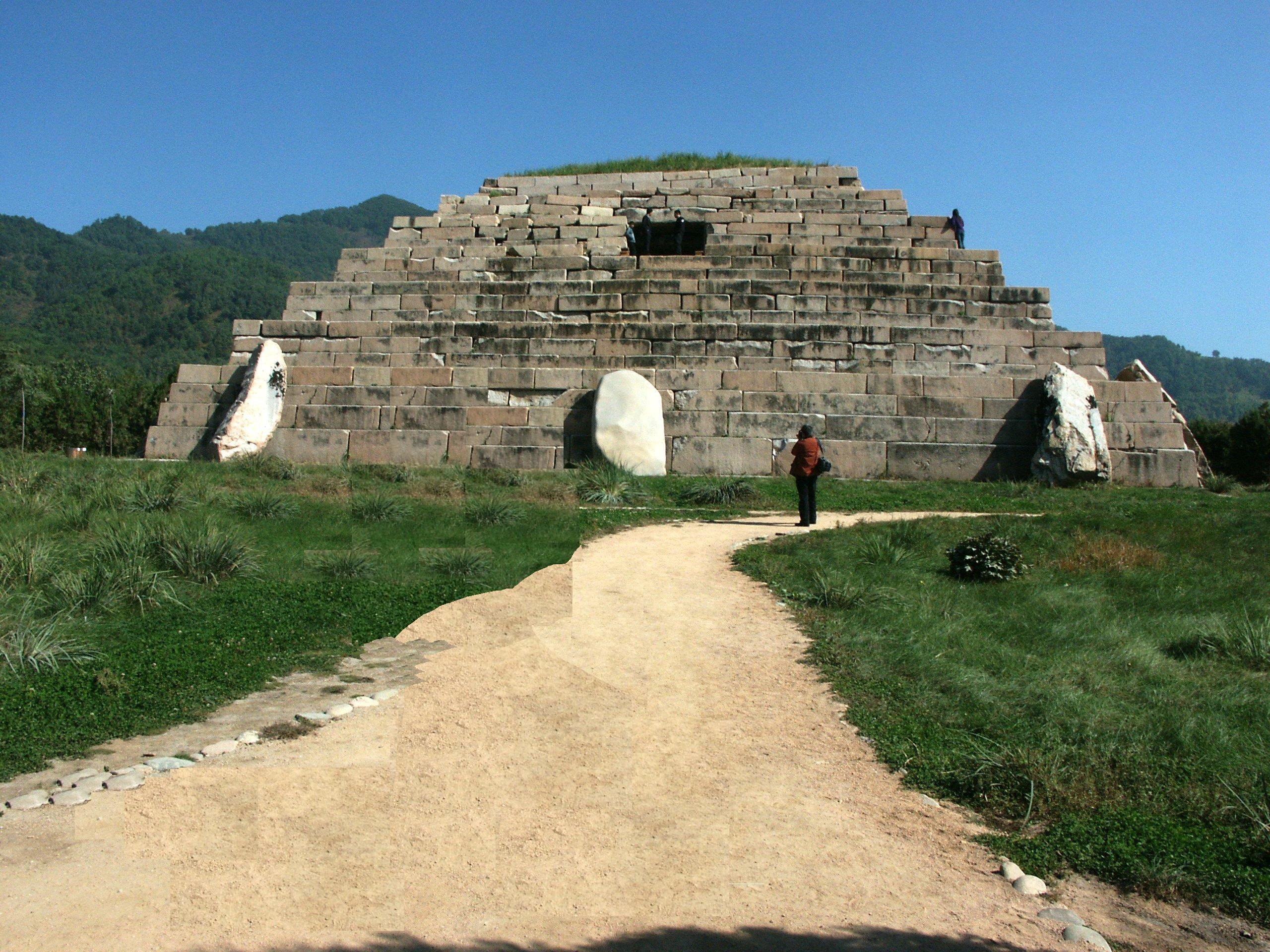
Tướng quân trủng tại Tập An

Tỉnh Cát Lâm có các di tích của chế độ Mãn Châu Quốc tại Trường Xuân, như Bảo tàng Hoàng cung Mãn Châu Quốc (偽滿皇宮博物院) hay Bát đại bộ (八大部) của chính phủ Mãn Châu Quốc. Ngoài ra, trên địa bàn tỉnh còn có các địa điểm du lịch nổi tiếng khác như Công viên rừng Tịnh Nguyệt Đàm (净月潭森林公园), Trường Ảnh thế kỉ thành (长影世纪城), tháp kỉ niệm liệt sĩ Hồng quân Liên Xô tại Trường Xuân. Đại học Cát Lâm, Học viện Quang cơ Trường Xuân, Đại học Trường Xuân là các biểu trưng cho văn hóa thành thị của tỉnh. Tại thành phố Cát Lâm có các thắng cảnh như sơn thành Cao Câu Ly ở Long Đàm Sơn, công viên Bắc Sơn và hồ Tùng Hòa. Ở Đôn Hóa có quần thể mộ cổ Lục Đính Sơn (六顶山古墓群) của vương quốc Bột Hải. Ở Diên Cát có di tích sơn thành Thành Tử Sơn. Khu bảo tồn thiên nhiên Trường Bạch Sơn nằm trên địa bàn ba huyện Trường Bạch, An Đồ và Phủ Tùng của tỉnh Cát Lâm, có Thiên Trì, các thác nước, suối nước nóng và hẻm núi lớn. Thông Hóa có di tích Tĩnh Vũ lăng viên (靖宇陵园). Ở Tập An có di chỉ từ thời Cao Câu Ly như Hoàn Đô sơn thành, Tướng quân trủng (將軍塚), quần thể mộ cổ Đỗng Câu (洞沟古墓群), có bia Quảng Khai Thổ Thái Vương (广开土大王碑). Nông An có Liêu tháp (辽塔) còn Y Thông có quần thể núi lửa. Phòng Xuyên là thắng cảnh ở khu vực ngã ba biên giới Trung-Triều-Nga. Các quần thể kinh thành và lăng mộ Cao Câu Ly tại tỉnh Cát Lâm và Liêu Ninh đã được UNESCO công nhận là một di sản thế giới. Ngoài ra, tỉnh Cát Lâm còn các khu du lịch trượt tuyết, tập trung ở vùng núi Trường Bạch. Quần thể mộ cổ Long Đầu Sơn (龙头山古墓群) là một tập hợp gồm 12 ngôi mộ của các thành viên vương tộc của vương quốc Bột Hải nằm ở thành phố Hòa Long của châu Diên Biên, trong đó có mộ Trinh Hiếu công chúa (貞孝公主墓).

## Giao thông

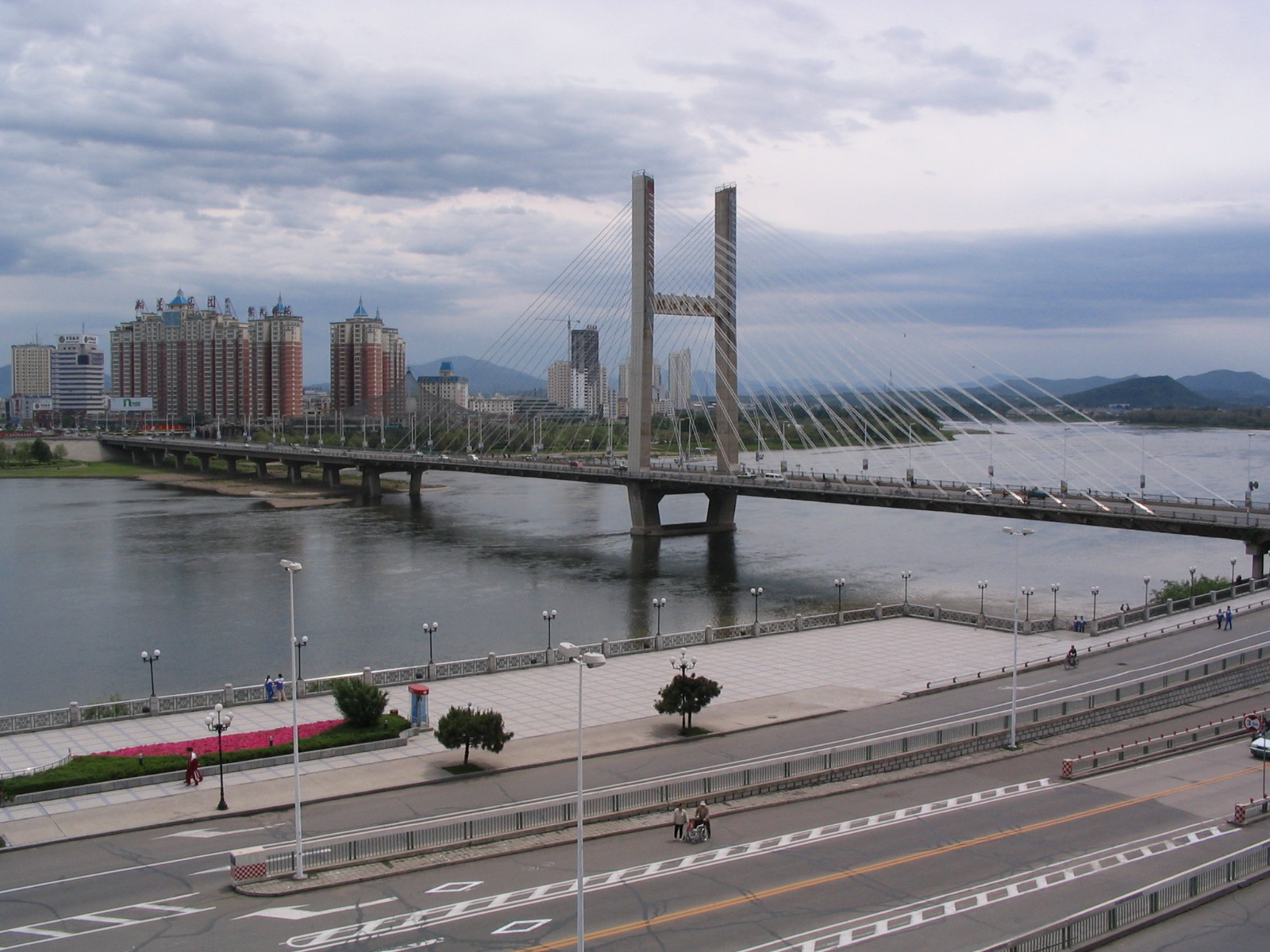
Cầu Lâm Giang Môn (临江门大桥) bắc qua Tùng Hoa Giang tại thành phố Cát Lâm

Năm 2011, các loại hình phương tiện của tỉnh Cát Lâm có khối lượng hàng hóa luân chuyển đạt 158,17 tỉ tấn.km, khối lượng hàng hóa vận chuyển đạt 520 triệu tấn. Cũng trong năm này, khối lượng hành khách luân chuyển của tỉnh Cát Lâm đạt 55,19 tỉ người.km, hoàn thành vận chuyển 680 triệu lượt hành khách.
Tính đến cuối năm 2011, tổng chiều dài đường sắt hoạt động trên địa bàn tỉnh Cát Lâm là 4000,3 km, tổng chiều dài đường bộ là 91.800 km, trong đó có 83.800 km đường bộ cấp công lộ. Trong số các công lộ của tỉnh, có 2.252 km công lộ cao tốc. Cũng tính đến cuối năm 2011, toàn tỉnh Cát Lâm có khoảng 2.010.900 ô tô dân dụng.
Năm 2011, các tập đoàn hàng không dân dụng đã tiến hành cất và hạ cánh 51.000 chuyến bay chuyến bay tại tỉnh Cát Lâm, vận chuyển 6,12 triệu lượt người. Trong lĩnh vực hàng không, Trường Xuân là điểm trung tâm của tỉnh còn tp Cát Lâm và Diên Cát là các điểm bổ sung, có các tuyến bay đến Bắc Kinh, Thượng Hải, Quảng Châu, Hải Khẩu, Ninh Ba, Đại Liên, Côn Minh, Hồng Kông, Đài Bắc, Seoul và Jeju tại Hàn Quốc; Tokyo, Sendai, Osaka, Nagoya tại Nhật Bản. Các sân bay trên địa bàn tỉnh Cat Lâm bao gồm: sân bay quốc tế Long Gia Trường Xuân (长春龙嘉国际机场), sân bay Triều Dương Xuyên Diên Cát (延吉朝阳川机场), sân bay Trường Bạch Sơn (长白山机场) tại Bạch Sơn, sân bay Nhị Đài Tử Cát Lâm (吉林二台子机场) và sân bay Đại Phòng Thân Trường Xuân (长春大房身机场) cho đến năm 2005, sân bay Trường An Bạch Thành (白城长安机场) đã được khởi công xây dựng vào tháng 10 năm 2012, cũng có kế hoạch xây dựng sân bay Tra Can Hồ Tùng Nguyên (松原查干湖机场). Sân bay Tam Nguyên Phố Thông Hóa (通化三源浦机场) vốn là một sân bay quân sự, song đã được chuyển đổi từ năm 2009 để phục vụ cả mục đích quân sự và dân dụng.

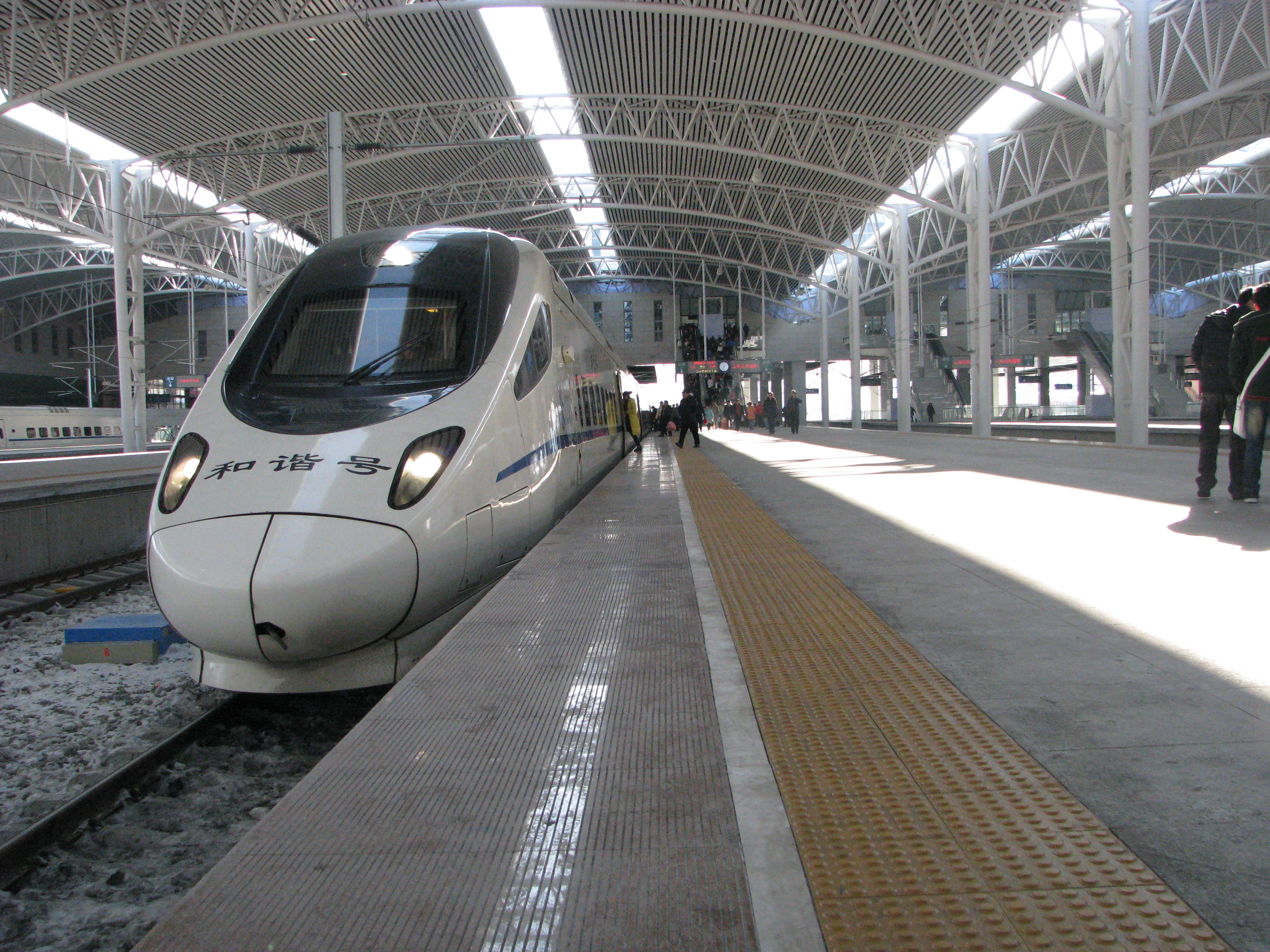
Tàu CRH5 tại ga Cát Lâm

Hệ thống đường sắt của tỉnh Cát Lâm nói chung có thể phân thành hai hướng là tây bắc-đông nam và tây nam-đông bắc. Đường sắt Kinh-Cáp (京哈铁路), một tuyến đường sắt chủ yếu của Trung Quốc, đi dọc tỉnh Cát Lâm theo chiều nam-bắc. Từ tỉnh Cát Lâm, có thể đi đến các thành phố chủ yếu của Trung Quốc. Hệ thống đường sắt của tỉnh Cát Lâm lấy Trường Xuân làm trung tâm, còn Cát Lâm, Tứ Bình, Bạch Thành, Mai Hà Khẩu là các điểm đóng vai trò quan trọng. Ngoài tuyến Kinh-Cáp, trên địa bàn tỉnh Cát Lâm còn có các tuyến đường sắt Trường-Đồ (长图铁路), đường sắt Trường-Bạch (长白铁路), đường sắt Bình-Tề (平齐铁路), đường sắt Thẩm-Cát (沈吉铁路), đường sắt Tứ-Mai (四梅铁路) bao phủ toàn bộ các thành phố và châu của tỉnh. Đường sắt liên thành Trường-Cát (长吉城际铁路) đã thông xe từ tháng 12 năm 2010, có tốc độ thiết kế 250 km với các ga chủ yếu là ga Trường Xuân, ga sân bay Long Gia và ga Cát Lâm. Nếu đi theo tuyến đường sắt liên thành Trường-Cát, sẽ chỉ mất 34 phút để đi lại giữa hai thành phố, và sẽ chỉ mất 14 phút và 24 phút để đi từ sân bay Long Gia đến trung tâm Trường Xuân và Cát Lâm. Ngày 1 tháng 12 năm 2012, tuyến đường sắt cao tốc Cáp Nhĩ Tân-Đại Liên (哈大客运专线, Cáp-Đạt vận chuyển chuyên tuyến) đã chính thức được đưa vào vận hành. Đây là tuyến đường sắt cao tốc nằm ở vùng vĩ độ cao giá lạnh đầu tiên của Trung Quốc và thế giới. Tuyến đường sắt cao tốc này dài 921 km với tốc độ tàu chạy theo thiết kế là 350 km/h, nối liền ba tỉnh Liêu Ninh, Cát Lâm và Hắc Long Giang. Nếu đi trên tuyến đường sắt cao tốc Cáp Nhĩ Tân-Đại Liên, sẽ chỉ mất một tiếng để đi từ Trường Xuân đến Cáp Nhĩ Tân hay Thẩm Dương. Trên địa bàn tỉnh Cát Lâm, tuyến đường sắt cao tốc Cáp-Đại có các ga Tứ Bình Đông, Công Chúa Lĩnh Nam, Trường Xuân Tây, Trường Xuân, Đức Huệ Tây, Phù Dư Bắc. Tuyến đường sắt cao tốc Cát-Hồn (吉珲客运专线) bắt đầu tiến hành xây dựng từ năm 2010, tốc độ thiết kế là 250 km/h, tuyến này khởi đầu từ tp Cát Lâm và đi đến Hồn Xuân.

## Các trường đại học

Khu trường sở cũ của Đại học Cát Lâm

| - Đại học Cát Lâm (吉林大学) - Đại học Sư phạm Đông Bắc (东北师范大学) - Đại học Nông nghiệp Cát Lâm (吉林农业大学) - Đại học Khoa học-Công nghệ Trường Xuân (长春理工大学) - Đại học Công nghiệp Trường Xuân (长春工业大学) - Đại học Trường Xuân (长春大学) - Đại học Trung Y-Dược Trường Xuân (长春中医药大学) - Đại học Tài chính-Kinh tế Cát Lâm (吉林财经大学) - Học viện Công trình Kiến trúc Cát Lâm (吉林建筑工程学院) - Học viện Thể dục Cát Lâm (吉林体育学院) - Học viện Nghệ thuật Cát Lâm (吉林艺术学院) - Học viện Công thương Cát Lâm (吉林工商学院) - Học viện Cảnh sát Cát Lâm (吉林警察学院) - Học viện Sư phạm Công trình-Kỹ thuật Cát Lâm (吉林工程技术师范学院) | - Học viện Sư phạm Trường Xuân (长春师范学院) - Học viện Công trình Trường Xuân (长春工程学院) - Học viện Bắc Hoa (北华大学) - Đại học Điện lực Đông Bắc (东北电力大学) - Học viện Công nghệ Hóa học Cát Lâm (吉林化工学院) - Học viện Y-Dược Cát Lâm (吉林医药学院) - Học viện Khoa học-Kỹ thuật Nông nghiệp Cát Lâm (吉林农业科技学院) - Đại học Diên Biên (延边大学) - Đại học Sư phạm Cát Lâm (吉林师范大学) - Học viện Sư phạm Thông Hóa (通化师范学院) - Học viện Sư phạm Bạch Thành (白城师范学院) - Học viện Ngoại ngữ Hoa kiều Trường Xuân (吉林华桥外国语学院) - Học viện Kiến trúc Trường Xuân (长春建筑学院) - Học viện Hoạt hình Cát Lâm (吉林动画学院) |